# The Legend of Zelda: Ocarina of Time
The Legend of Zelda: Ocarina of Time (ゼルダの伝説: 時のオカリナ Zeruda no Densetsu: Toki no Okarina?, tdl. «La Leyenda de Zelda: Ocarina del Tiempo») es un videojuego de acción-aventura de 1998 desarrollado por la filial Nintendo EAD y publicado por Nintendo para la consola Nintendo 64. Fue lanzado en Japón el 21 de noviembre de 1998, mientras que a Norteamérica llegó dos días después, el 23 de noviembre, y en Europa se estrenó el 11 de diciembre de ese mismo año. Para el caso de Sudamérica, fue presentado en Chile el 23 de noviembre de 1998 en un evento especial para periodistas. A pesar de que en un inicio los diseñadores planeaban lanzar el juego para el periférico Nintendo 64DD, al final se optó por diseñarlo para un cartucho de 256 megabits (igual a 32 megabytes), que eran los de mayor capacidad producidos por Nintendo en ese entonces. Ocarina of Time es el quinto lanzamiento de la franquicia The Legend of Zelda, y se convirtió en el primero de la serie en hacer uso de gráficos 3D. Su sucesor, The Legend of Zelda: Majora's Mask, se estrenó dos años después.
La historia del juego se enfoca en el joven héroe Link, quien emprende una aventura en el reino de Hyrule para detener a Ganondorf, rey de la tribu Gerudo, antes de que encuentre la Trifuerza, una reliquia sagrada capaz de concederle cualquier deseo a su poseedor. Para ello, debe viajar a través del tiempo y explorar varios templos con el fin de despertar a algunos sabios que tienen el poder para aprisionar de forma definitiva a Ganondorf. Se ha de mencionar que la música juega un papel muy importante en la trama del juego, puesto que el jugador tiene que aprender a tocar varias canciones con una ocarina. Incluso, la popularidad de Ocarina of Time incrementó de forma significativa las ventas de ocarinas reales.
El sistema de juego de Ocarina of Time incorporó algunas nuevas características que no existen en sus predecesores, tales como la posibilidad de fijar la cámara en algún objetivo determinado y el uso de los botones del controlador en situaciones específicas (por ejemplo, hablar con otros personajes, usar la espada, entre otras actividades), los cuales se convirtieron en rasgos típicos de los juegos tridimensionales de aventura. Tras su estreno en Japón, en 1998, vendió más de 820 000 copias, con lo que pasó a ser uno de los diez títulos más vendidos en ese año en la industria de los videojuegos. Desde entonces, se comercializaron hasta 1,14 millones de copias en territorio japonés, convirtiéndose en el 119.º juego más vendido de todos los tiempos, mientras que a nivel mundial la cifra supera las 7,6 millones de copias ofrecidas a la venta. Igualmente, el juego obtuvo una recepción crítica positiva, al ganar el Grand Prize en la división de Artes Interactivas del Japan Media Arts Festival, además de hacerse acreedor a seis reconocimientos en la segunda ceremonia anual de los premios Interactive Achievement. Respecto a la crítica en general, Ocarina of Time recibió elogios y notas en su gran mayoría positivas, e incluso según varias fuentes es considerado por crítica y público como el «mejor videojuego jamás hecho». En 2008, la publicación de los Récord Guiness declaró que Ocarina of Time es el «videojuego más aclamado por la crítica de todos los tiempos», récord que revalidó el 1 de agosto de 2010 y que hasta finales de 2012 aún sustentaba.
Ocarina of Time tuvo al menos hasta cuatro lanzamientos en las consolas Nintendo GameCube, Nintendo iQue y Wii; para GameCube, salió una edición que formaba parte de The Legend of Zelda: Ocarina of Time: Master Quest (ゼルダの伝説: 時のオカリナ 裏 Zeruda no Densetsu Toki no Okarina Ura?, 裏 (Ura, lit. «opuesto»)), en donde se incorporaron mazmorras y acertijos inéditos, así como una versión específica para dicha consola incluida en la colección The Legend of Zelda: Collector's Edition. En 2003 debutó una adaptación para Nintendo iQue y, cuatro años después, salió a la venta una más para la Consola Virtual de Wii. Todos los anteriores lanzamientos obtuvieron buenas críticas tras su estreno: pese a que algunos expertos consideraron que el juego carecía de actualizaciones en su diseño original, la mayoría percibió que Ocarina of Time había prevalecido favorablemente con el paso del tiempo. En el evento E3 de 2010, Nintendo anunció The Legend of Zelda: Ocarina of Time 3D, un remastered del juego para la portátil Nintendo 3DS, cuyo lanzamiento se produjo finalmente a mediados de 2011 en todo el mundo, durante el mes de junio.

## Argumento
Si bien la cronología de los juegos de The Legend of Zelda ha sido un aspecto que ha generado numerosas discusiones desde el origen de la franquicia, por lo general se lo considera a Ocarina of Time como uno de los primeros en la línea de tiempo de la serie, pues el juego establece los orígenes de varios elementos importantes en Zelda como son Ganon y la Trifuerza. Desde su lanzamiento, ningún otro juego había sido referido como precuela de este, excepto The Legend of Zelda: Skyward Sword, el cual tiene lugar antes de los sucesos acontecidos en Ocarina of Time.
Nintendo ha confirmado que el viaje en el tiempo que ocurre hacia el final del juego creó tres cronologías paralelas diferentes en The Legend of Zelda. Una de ellas continúa una vez que Link venció a Ganon y lo aprisionó en el Reino Sagrado (esta es conocida como «cronología de Link adulto») mientras que la otra sigue los eventos ocurridos una vez que Link es devuelto al pasado y cambió la historia, por lo que Ganon nunca se apoderó de la Trifuerza en su totalidad («cronología de Link niño»). La primera de estas líneas de tiempo conduce directamente a The Legend of Zelda: The Wind Waker, la otra continúa a partir de los juegos The Legend of Zelda: Majora's Mask y The Legend of Zelda: Twilight Princess. Sin embargo, una tercera cronología apareció en un momento de la historia, en el cual, se argumenta que Link nunca logró salvar Hyrule y pereció en su intento por derrotar a Ganondorf; esta línea temporal en la que Link murió, de acuerdo con el libro titulado Hyrule Historia y publicado por Nintendo a finales de 2011, comprende los juegos de The Legend of Zelda: A Link to the Past y el Zelda original.

### Sinopsis
Aproximadamente diez años antes de los eventos acontecidos en Ocarina of Time ocurrió una guerra conocida como la «Guerra Carcelaria de Hyrule». A causa de ella, una madre desesperada por proteger a su bebé, decidió dejarlo en un espeso y recóndito bosque con el fin de que creciera a salvo. En dicho bosque, habitan varios niños que tienen sus propias hadas guardianes, las cuales se les fueron otorgadas a su vez por el Venerable Árbol Deku, el guardián del bosque, a excepción de un niño: el pequeño hijo de aquella mujer. Este niño se llama Link y, debido a que no posee un hada, los demás Kokiri se burlan de él y lo menosprecian. Un día, un moribundo Árbol Deku le envía a Link un mensaje con el hada Navi. El juego comienza cuando Navi despierta a Link de una pesadilla: en ella, Link observa durante una noche tormentosa cómo un hombre montado en un caballo —el cual resulta ser Ganondorf—, persigue a la Princesa Zelda junto con su niñera Impa, quien cabalga también en un caballo. Navi le avisa a Link que debe ir con el guardián de su aldea, el Venerable Árbol Deku, pues este se encuentra moribundo.; más tarde, el propio Link deshace la maldición, pero no es capaz de evitar que el árbol muera. Antes de fallecer, el Árbol Deku le informa que un «perverso hombre del desierto» fue quien lo maldijo, y que además planea conquistar toda la tierra de Hyrule, por lo que el muchacho debe detener sus planes. Asimismo, le entrega la Esmeralda Kokiri —considerada como la «Piedra del Bosque»— y lo envía al castillo de Hyrule para que pueda hablar con la «princesa del destino»: Zelda.

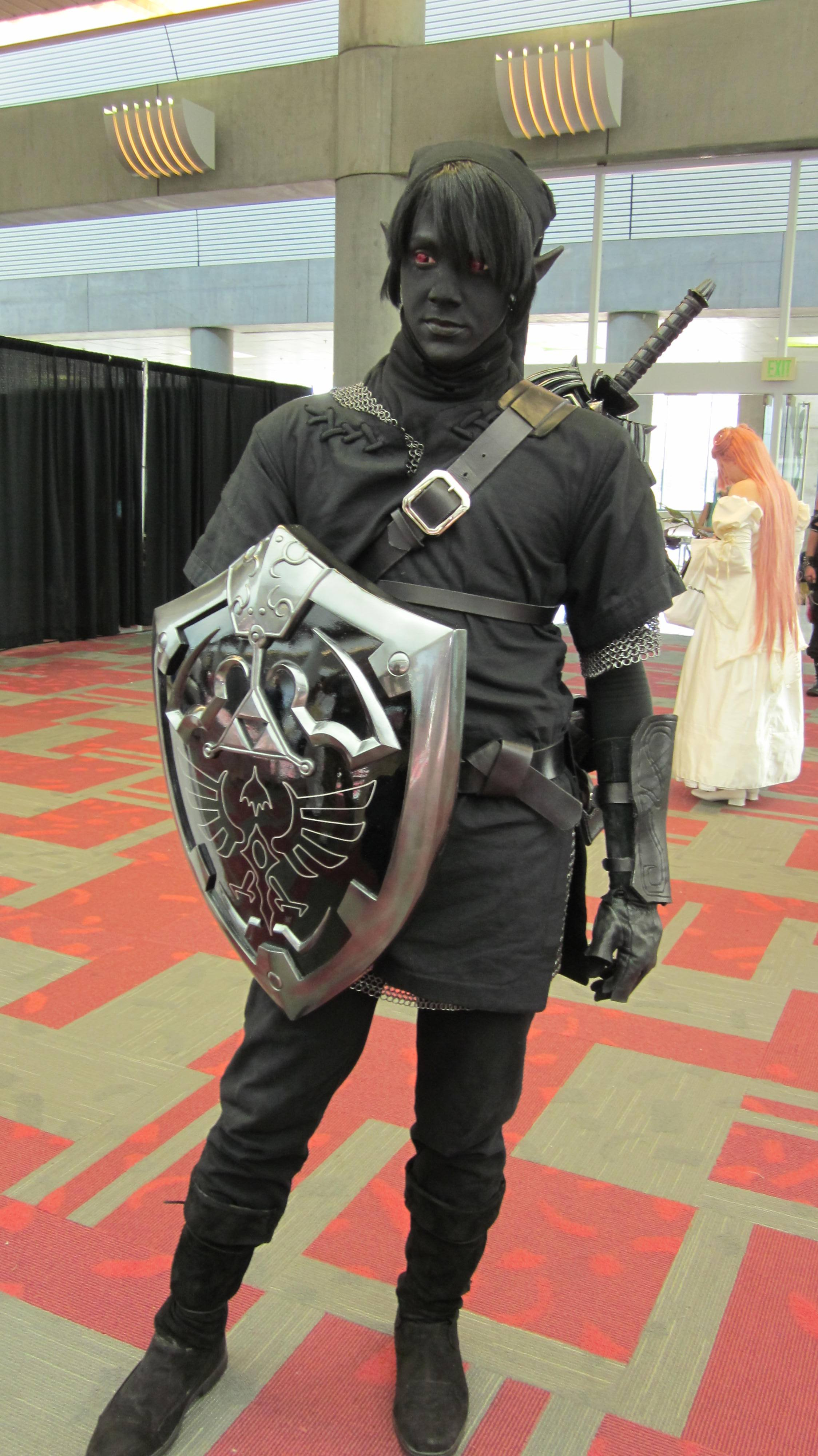
Ocarina of Time fue el primer título en incluir una cantidad considerable de personajes que han reaparecido a lo largo de la serie además de incorporar algunos otros que tuvieron un papel importante dentro de la trama de la serie; uno de ellos fue Dark Link —Link Oscuro (quien hizo su aparición como el último jefe de Zelda II: The Adventure of Link)—, personaje que ha aparecido en posteriores entregas de la serie llegando a ser considerado uno de los enemigos más importantes de la trama de Zelda. En la imagen, una persona haciendo cosplay del personaje en cuestión.

Una vez en el castillo, Link conoce a Zelda, quien ha tenido múltiples sueños en los que vislumbraba el futuro de la tierra de Hyrule, así como la llegada de Link. Ella cree que Ganondorf, el Rey de las ladronas Gerudo, está buscando la Trifuerza, una reliquia que se encuentra en el Reino Sagrado y la cual es capaz de otorgar grandes poderes a quien la posea. La descripción que Zelda le da a Link sobre Ganondorf encaja con la apariencia del hombre que mató al Venerable Árbol Deku. Zelda le pide al muchacho que recupere las tres Piedras —una de las cuales el joven ya posee—, para poder ingresar al Reino Sagrado y así reclamar la Trifuerza antes de que Ganondorf pueda encontrarla. Link se va a la ciudad de los Goron, donde conoce a Darunia, el líder de la raza de los Goron. Tras vencer a King Dodongo, el jefe de la cueva de los Dodongo, Darunia le hace entrega del Rubí Goron, la «Piedra del Fuego», que simboliza la hermandad. Poco después, Link obtiene el Zafiro de los Zora, la «Piedra del Agua», por parte de Ruto, la princesa de los Zora, después de que el valiente joven la rescata de la barriga de Lord Jabu Jabu, una criatura semejante a una ballena que es un ser venerable para los Zoras; cabe añadirse que el hecho de recibir el Zafiro de los Zora simboliza un matrimonio entre Link y Ruto.
Link regresa al castillo y observa cómo Ganondorf persigue a Zelda montado en un caballo, tal y como lo veía en sus pesadillas al inicio del juego. Cuando ve a Link, Zelda le arroja la Ocarina del Tiempo, pero esta cae a un foso. Debido a ello, la princesa le enseña telepáticamente al muchacho la «Canción del Tiempo». Link intenta detener a Ganondorf, sin embargo un relámpago lo azota contra el suelo. Ganondorf admira la valentía del joven, pero le advierte que no intervenga con sus planes. Una vez que el malvado hombre se marcha, Link utiliza la Ocarina del Tiempo junto con las Piedras para así abrir una entrada e ingresar al Reino Sagrado. Detrás de dicha puerta, Link encuentra la Espada Maestra, un arma que fue forjada para derrotar al mal. Al momento de sacar la espada de su pedestal, Ganondorf aparece en escena, ya que este siguió a Link hasta el Reino Sagrado para poder reclamar la Trifuerza como suya.
Siete años después, un Link más maduro despierta en una sala conocida como la «Cámara de los Sabios» donde conoce a Rauru, el antiguo Sabio de la Luz y uno de los siete sabios que protegen la ubicación de la Trifuerza. Rauru le informa a Link que fue sellado durante siete años hasta que se hiciera lo suficientemente mayor como para poder esgrimir la Espada Maestra y derrotar a Ganondorf. También es revelado que los siete sabios son los únicos capaces de encarcelar a Ganondorf en el Reino Sagrado; no obstante, cinco de los siete sabios no son conscientes de su identidad desde que Ganondorf transformó Hyrule en una tierra de tinieblas. Link regresa a Hyrule y conoce a un misterioso hombre llamado Sheik, quien guía a Link a cinco templos repletos de los secuaces de Ganondorf, a los cuales el joven tiene que derrotar para así liberar el poder de los templos que habrá de despertar a los sabios.

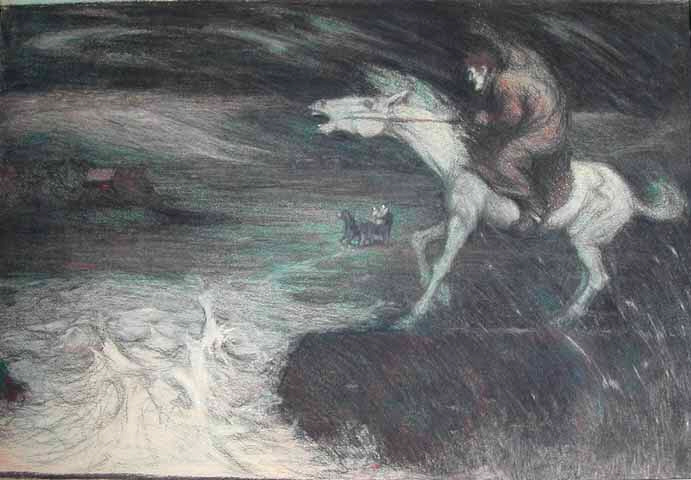
En el inicio de Ocarina of Time, Link tiene un sueño donde ve a un hombre montado a caballo persiguiendo a una princesa. Esta escena cobra realidad más tarde: el sujeto resulta ser el malvado Ganondorf y la damisela en apuros es la Princesa Zelda. A través de una extensa aventura, Link debe evitar que Ganondorf encuentre la Trifuerza y así consiga hacer realidad todos sus deseos. En la imagen, una pintura del sueco Franz Karl Basler-Kopp.

Link emprende un viaje alrededor de Hyrule, liberando a los sabios de cada templo. En el Templo del Bosque libera a Saria, su amiga de la niñez, quien es la primera sabia. En el Templo del Fuego, a Darunia, Sabio del Fuego, mientras que en el Templo del Agua, la princesa Ruto, su exprometida, es la tercera sabia. Tras combatir al temible Bongo-Bongo en el Templo de las Sombras logra despertar a Impa, quien es la quinta sabia, y, en el del Espíritu a la jefa de las Gerudos, Nabooru. 
Después de despertar a cinco sabios, Sheik se revela como la Princesa Zelda, así como la séptima sabia. Le cuenta entonces a Link que el corazón de Ganondorf está desequilibrado, lo cual ocasionó que la Trifuerza se dividiera en tres piezas, tal y como se predijo en una antigua profecía. Ganondorf conservó la Trifuerza del Poder, mientras que los otros dos individuos elegidos por el destino llevan consigo las otras dos piezas: Zelda obtuvo la Trifuerza de la Sabiduría y Link la Trifuerza del Valor. Posteriormente, Zelda le entrega a Link las Flechas de Luz y Ganondorf secuestra a la princesa en un cristal y la lleva hacia su torre. Los otros seis sabios le ayudan a Link a entrar en la torre, en donde finalmente libra una batalla con Ganondorf de la cual sale victorioso, liberando así a Zelda de su encierro. Después de escapar del castillo que se encuentra derrumbándose, Link es atrapado en el castillo por un anillo de fuego y obligado a luchar contra Ganondorf una vez más; esta vez, utilizando el Poder que le otorga la Trifuerza del Poder, Ganondorf se transforma de su forma humanoide Gerudo a un monstruo llamado Ganon. Dadas las circunstancias, Link lucha con Ganon sin la Espada Maestra (aunque luego la recupera) y, con la ayuda de la luz paralizante de Zelda, derrota a Ganon. Los siete sabios capturan entonces a Ganondorf y lo envían al Reino Oscuro que su mal creó; aún con la Trifuerza del Poder, Ganondorf jura vengarse con sus descendientes. Zelda utiliza la Ocarina del Tiempo para enviar a Link a su época original para que de esta forma viva su infancia, al punto exacto en el que Navi se marcha. La historia del videojuego finaliza con una vista de Link y Zelda mirándose en el jardín del castillo.

### Personajes

#### Protagonistas
- Link (リンク Rinku?): es un niño que vive en el bosque Kokiri, a quien el Árbol Deku, protector de los Kokiri, le llama y le comenta que unas terribles tinieblas acechan Hyrule y que por lo tanto debe embarcarse en una serie de aventuras para encontrar las Piedras. Se hace amigo de Zelda, con la que trama una conspiración contra Ganondorf. Después de despertar de un sueño de siete años, se vuelve adulto y más fuerte y tras devolver el poder de los sabios al templo con la ayuda de Sheik, se enfrenta a Ganondorf en una pelea, en la cual termina vencedor. Al final, regresa a su época original con la ayuda de Zelda.
- Navi (ナビィ?): es el hada de Link. Según la tradición Kokiri, cada habitante de esta raza posee un hada para su protección y guía en el mundo. Link era el único individuo sin un hada hasta que el Árbol Deku, que conoce el peligro que ocasionaría luego Ganondorf, le encomienda a Navi guiar a Link en su nueva aventura. Es de vital ayuda en el transcurso del juego e incluso le ayuda a Link a vencer a Ganon.

- Princesa Zelda (ゼルダ姫 Zeruda-hime?): es la princesa de Hyrule. Confía en Link y trama una conspiración contra Ganondorf. Durante los años del reinado de Ganondorf, Zelda se disfraza de Sheik (シーク Shīku) para no ser descubierta, presentándose a Link como el último miembro de la tribu Sheikah, que sólo aparece en momentos cruciales para el protagonista. Después de que Link salva a 6 sabios, Sheik le revela a Link su verdadera identidad en el Templo del Tiempo. Tras esto, es raptada por Ganondorf. En la batalla final, Zelda utiliza todo su poder para retener a Ganon mientras Link da el golpe final.

- Ganondorf (ガノンドロフ?): es el líder de la tribu Gerudo y el principal villano de la historia, como lo es en otros videojuegos de la serie. Forja una alianza con el rey de Hyrule para llegar a la paz, aun cuando Zelda no confía en él. Logra entrar al castillo y al Templo del Tiempo, obsesionado con la Trifuerza y en conquistar Hyrule. Cuando intenta apoderarse de esta, la Trifuerza se divide y Ganondorf solamente obtiene la Trifuerza del Poder, mientras que las otras dos partes las reciben Link y Zelda. Cuando Link es encerrado en el Reino Sagrado y Zelda desaparece, Ganondorf domina Hyrule durante siete años.

#### Personajes secundarios

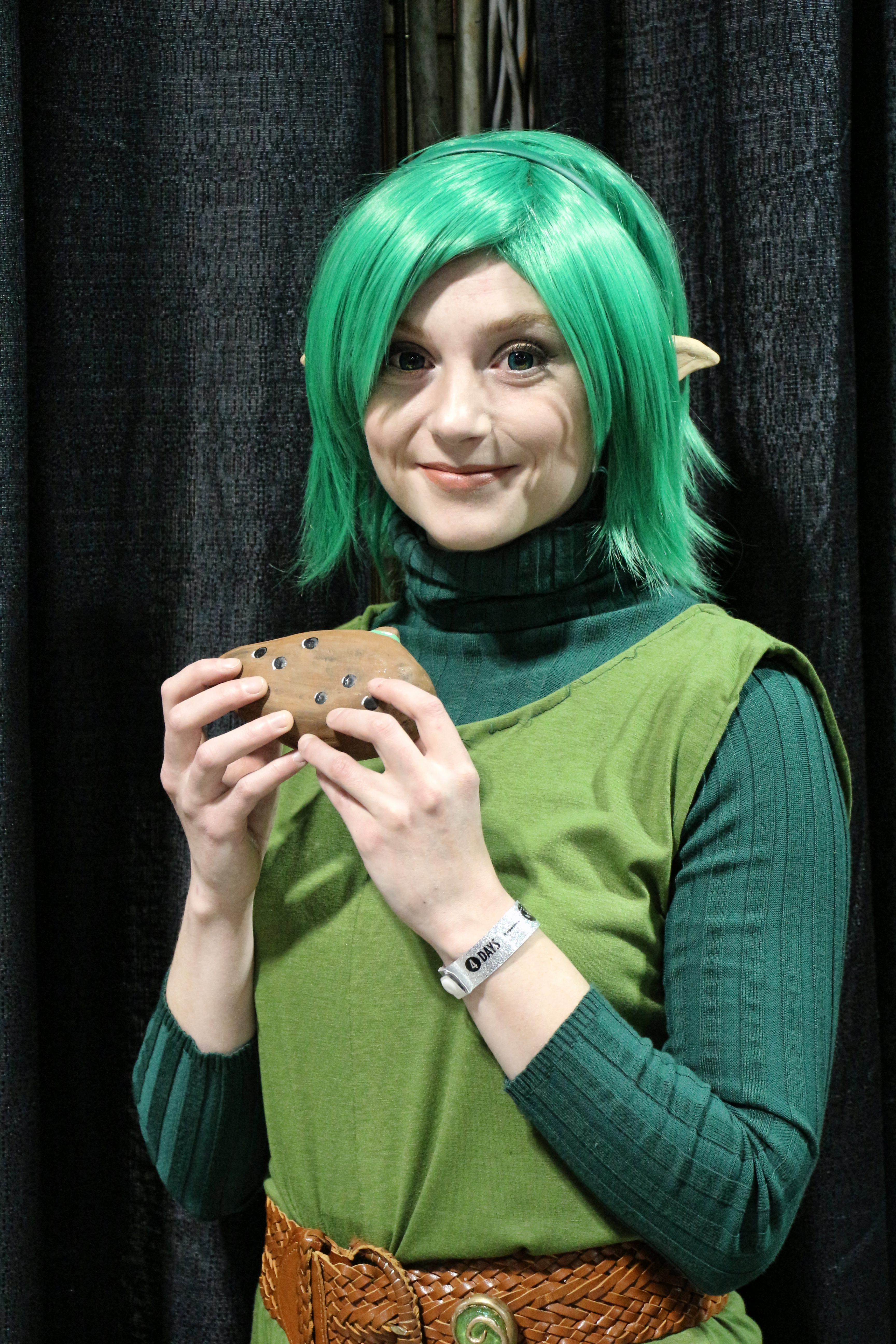
Cosplayer de Saria. El nombre de este personaje y el resto de sabios provienen de los pueblos de Zelda II.

- Saria (サリア?): es la amiga de Link, miembro de la raza Kokiri. Cuando Link libera al Árbol Deku, recibe la Esmeralda Kokiri (una de las Piedras), Saria descubre que Link debe partir. En el puente hacia Hyrule le regala la Ocarina y más tarde le enseña la Canción de Saria. Posteriormente, cuando Link es adulto, se descubre que Saria es la sabia del bosque.[57]

- Darunia (ダルニア?): es el líder de los Goron en la Montaña de la Muerte. Su personalidad es de un tipo ocupado y estresado. Cuando Link le enseña la Canción de Saria, este se pone a bailar y le da el brazalete para poder llevar flores bombas. Cuando Link soluciona el problema de los Dodongo, le entrega el Rubí Goron, una Piedra. Cuando Link es adulto, se revela que la población Goron ha disminuido notablemente y que Darunia es el sabio del Fuego.[58]

- Ruto (ルト?): es la princesa de la raza Zora. Tiene un carácter dominante, testarudo y presuntuoso. Cuando Link la rescata del estómago de Lord Jabu-Jabu, le da el Zafiro Zora, otra Piedra. Cuando Link vuelve a los Dominios Zora, y ve que todo está congelado, Ruto se ha vuelto adulta y es la sabia del Agua.[59]

- Rauru (ラウル?): es el sabio de la Luz y uno de los creadores del Templo del Tiempo. Es el primer sabio que conoce Link (aunque ya conocía a cuatro de los futuros sabios). Le entrega el Medallón de la Luz como prueba de su confianza en él.[60]

- Impa (インパ Inpa?): es la niñera de Zelda y pertenece a la raza escasa de los Sheikah. Tiene órdenes estrictas de nunca separarse de Zelda y que la proteja cuando ella esté en peligro. También le enseña a Link la melodía «Nana de Zelda». Cuando Link es adulto descubre que ella es la sabia de las Sombras.[61]

- Nabooru (ナボール?): es la segunda al mando de las Gerudo, después de Ganondorf, a quien no le tiene mucho aprecio. Cuando Link es adulto, las Gemelas Rova (también de la raza Gerudo) raptan a Nabooru. Después de enfrentarse a un Iron Knuckle, se descubre entonces que Nabooru estaba dentro de esa armadura y las gemelas le hacen desaparecer. En seguida, Nabooru se revela como la sabia del Espíritu.[62]

### Escenario principal
Dentro de la cronología interna de la serie, Ocarina of Time toma lugar mucho tiempo atrás en relación con los primeros cuatro juegos, y además se ubica unos miles de años después de los hechos ocurridos en Skyward Sword; asimismo, el juego se desarrolla en el reino ficticio de Hyrule, lugar en el cual transcurren los principales acontecimientos a lo largo de la serie de Zelda. La pradera del reino sirve como un eje que mantiene interconectadas múltiples áreas localizadas en la periferia de Hyrule, además de que cada zona posee una topografía diferente. Gran parte de estas tierras están habitadas por distintas razas: Hylianos, Zora, Goron, Kokiri y Gerudo, principalmente.

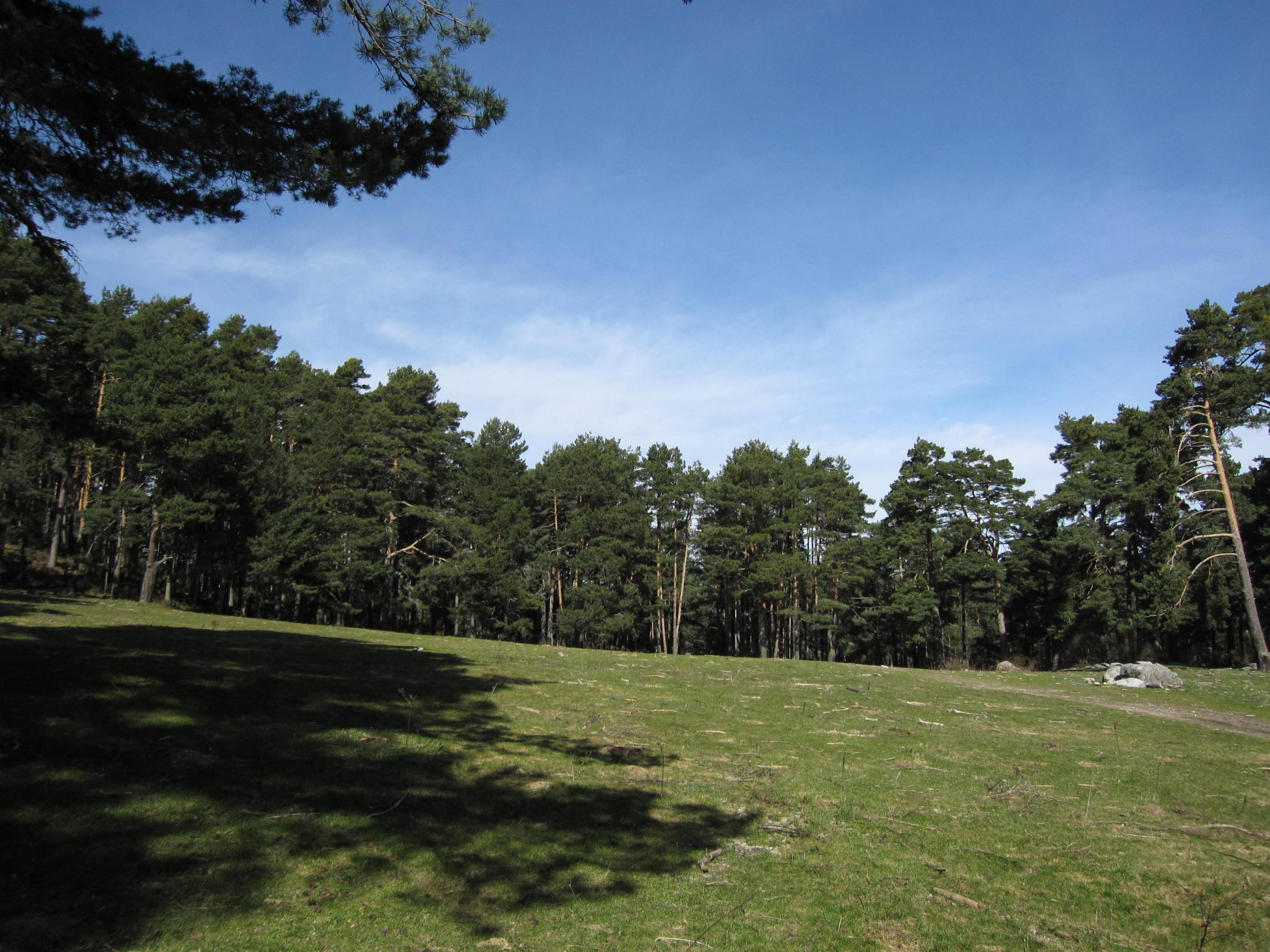
Los eventos de Ocarina of Time ocurren en varias regiones del reino de Hyrule, cuya pradera mantiene conectada a la mayor parte de dichas regiones en el juego. Cada región se caracteriza por la presencia de criaturas con rasgos únicos y por una serie de mazmorras que Link debe completar para poder finalmente vencer a Ganondorf. En la imagen, pradera en la Sierra de Guadarrama, junto a la localidad segoviana de San Rafael (España).

A diferencia de otras entregas como The Legend of Zelda: A Link to the Past y Twilight Princess en donde la trama se desarrolla en diferentes mundos, en Ocarina of Time sólo hay un mundo elegible para explorar: el Reino de Hyrule. Sin embargo, debido a que Link debe utilizar la Ocarina del Tiempo para trasladarse de un tiempo a otro, la tierra en donde se desarrollan los hechos del argumento tienden a cambiar, pues en ciertas áreas del juego, dependiendo de la época en la que el jugador se encuentre, serán accesibles distintas mazmorras al igual que algunas zonas importantes.
Ocarina of Time introdujo diversas locaciones que luego aparecerían en los siguientes títulos de Zelda, aunque algunas otras son exclusivas de este juego. Cabe señalarse también que este es el primer videojuego en toda la serie en mostrar los escenarios y entornos del reino de Hyrule en tres dimensiones. Por otra parte, aunque la pradera de Hyrule permite el acceso a la mayoría de los lugares principales del juego, otras áreas son también de importancia en términos de la interactividad; por ejemplo, en el rancho Lon Lon se puede montar a Epona y realizar diversas actividades a manera de minijuegos, e incluso aprender una canción con la ocarina. En el centro de la pradera se encuentra una granja, mientras que al este del mapa se localiza el bosque Kokiri, lugar en donde vive Link e inicia la aventura, pues en él habitan los Kokiri, seres con apariencia de niños que nunca crecen a pesar del paso del tiempo. Al norte se encuentra la ciudadela, lugar en donde la mayoría de los Hylianos viven y es ahí donde el joven Link conoce por primera vez a la Princesa. Cerca de ahí, se localiza el Templo del Tiempo: hogar de la Espada Maestra.

Esquema del mapa del reino de Hyrule en Ocarina of Time

Al este del castillo de Hyrule, se ubica la villa Kakariko, una pequeña aldea donde habitan los Sheikah —una raza de fieros guerreros semejantes a ninjas que protegen a la Familia Real de Hyrule—. Esta villa es la entrada a la Montaña de la Muerte, la cual es un volcán activo que alberga una ciudad para los Goron, así como para los Dodongo, criaturas de piedra que habitan en lugares cálidos. Al noroeste de la pradera principal, se localiza un río que conduce al dominio de los Zora, cuya entrada es una enorme cascada al final de dicha rivera. El Lago Hylia se localiza al sur del mapa, aunque en particular, dicha región no se encuentra habitada por ninguna raza; aun así, en sus profundidades se localiza un templo que fue construido por los Zora. Finalmente, el desierto Gerudo está localizado al oeste, y este consiste en tres principales secciones: un valle, una fortaleza y un templo; a lo largo del desierto, habita la raza Gerudo —una tribu cuya población consiste únicamente en mujeres que se dedican a robar—.
Si bien los lugares a los que Link puede acceder difieren entre una época u otra debido a que Ganondorf conquistó los territorios periféricos de Hyrule, el jugador puede viajar a través del tiempo mediante la ocarina para visitar los distintos escenarios, y con ello, conseguir múltiples objetos como Piezas de Corazón y otros artefactos que le son de utilidad a lo largo de la aventura. En un inicio, el jugador puede llegar al dominio de los Zora y hablar con los habitantes de dicha región, pero una vez que se obtiene la Espada Maestra, el escenario cambia, pues cuando Link visita por segunda vez dicho lugar, verá que se encuentra deshabitado y el agua que existía en los alrededores ahora está congelada, lo cual impide acceder a las diferentes secciones con las que cuenta el reino Zora. A continuación, las mazmorras que aparecen a lo largo del juego con su descripción respectiva:
| Mazmorra                      | Descripción e ítems a obtener | Jefe            |
| ----------------------------- | --- | --------------- |
| Inside the Deku Tree          | Es la primera mazmorra del juego, y se localiza dentro del bosque Kokiri, específicamente en el interior del Venerable Árbol Deku. Link debe acudir al llamado que le hace el Árbol, pues este ha sido hechizado por Ganondorf, por lo que el héroe debe combatir contra varios enemigos y liberar al líder de los Kokiri de una muerte cercana. A lo largo del nivel se encuentran Skulltulas y Skullwalltulas —arácnidos gigantes con forma de calavera—, sin embargo, para poder hacerles frente, se necesita el Tirachinas de las Hadas. Una vez derrotada la amenaza principal, el Venerable Árbol le otorga al muchacho la Esmeralda Kokiri. | Queen Gohma     |
| Dodongo's Cavern              | Es una cueva habitada principalmente por seres con apariencia de reptil y demás criaturas, de las cuales, los dragones Dodongo son los más abundantes. Se ubica a la mitad del sendero de la Montaña de la Muerte, un camino que comunica dicha montaña con la Ciudad Goron, la cual a su vez colinda con la villa Kakariko; la primera vez que Link llega a este lugar, la entrada estará bloqueada por una roca. A lo largo del terreno crecen unas plantas que son llamadas Flores Bomba, las cuales son esenciales para entrar a dicha caverna. Por ende, aquí se encuentra la Bolsa de Bombas, la cual permite llevar consigo muchas bombas al mismo tiempo y usarlas cuando es conveniente. Una vez terminado el nivel, se consigue el Rubí de los Goron. | King Dodongo    |
| Inside Lord Jabu-Jabu's Belly | La tercera mazmorra del juego se localiza en el interior del Lord Jabu-Jabu. Debido a que este ser con forma de ballena se comió a la princesa Ruto, Link debe acceder al estómago del enorme pez y encontrar el Boomerang, con el cual deberá derrotar a un parásito que tiene furioso a Lord Jabu Jabu. Para acceder a él, se debe tener la Escama de Plata, la cual permite el paso hacia el fondo del Lago Hylia. Los enemigos más abundantes son los Octorok y los tentáculos parasitarios. Debido a que se encuentra en un medio acuático, Link deberá nadar en ciertas zonas del calabozo. Una vez que Ruto es salvada por Link, ella le da el Zafiro de los Zora. | Barinade        |
| Forest Temple                 | Una vez que Link se convierte en adulto y que consigue el Medallón de la Luz, es capaz de ingresar al primer templo; antes de ingresar en él, se deben realizar varias actividades: se tiene que realizar una carrera contra Dampé, el guardián del cementerio, para obtener el Hookshot, buscar a Saria en el Bosque Perdido y localizar a Sheik para que le enseñe a Link la melodía del «Minué del Bosque». Este templo contiene diversos rompecabezas, de los cuales, uno consiste en encender cuatro antorchas a lo largo del calabozo, y para ello, se requiere el Arco de las Hadas; con ello, la entrada para enfrentar al jefe se puede desbloquear. Al final, Saria le entrega a Link el Medallón del Bosque. | Phantom Ganon   |
| Fire Temple                   | Se encuentra justo en el cráter del volcán de la Montaña de la Muerte, resultando en un lugar lleno de lava y fuego, por lo cual existen temperaturas extremas y esto reduce la salud de Link poco a poco durante su estancia dentro del calabozo. Sin embargo, el hijo de Darunia le entrega al joven héroe una túnica diseñada especialmente para resistir dichas adversidades climáticas, por lo que la exploración del templo se facilita. Ya en la mazmorra, nos encontrarnos con Darunia, el cual nos informa que hay varios Goron capturados por Ganondorf a lo largo de la misma, por lo que Link debe rescatarlos. Una vez localizado el Martillo Megatónico (Megaton Hammer), el jugador puede acceder y hacerle frente al jefe del nivel. Luego de derrotado el dragón que controlaba el volcán, Darunia le hace entrega al joven del Medallón del Fuego. | Volvagia        |
| Ice Cavern‡                   | Este calabozo se localiza en la Fuente de los Zora, y es un prerrequisito terminarlo para acceder al Templo del Agua. Este nivel consta de un solo piso, el cual está constituido de un material llamado Hielo Rojo, el cual puede ser derretido mediante el Fuego Azul. Debido a que se encuentra congelado casi en su totalidad, los Zora que habitaban la región se encuentran en un estado criogénico, encerrados en enormes bloques de hielo sólido. En este lugar, se encuentran las Botas de Hierro, las cuales son necesarias para resolver correctamente el siguiente calabozo del juego. | White Wolfos    |
| Water Temple                  | El calabozo se encuentra sumergido dentro del Lago Hylia, justo en su centro, debajo de un pequeño islote. Debido a que es una mazmorra subacuática, el mayor reto se presenta a lo largo de cinco pisos llenos de agua que deben ser nivelados constantemente para acceder a ciertas áreas que contienen objetos importantes, como lo es el caso del Longshot; también es necesario usar con frecuencia las Botas de Hierro, pues sin ellas, no se podría navegar en la profundidad del templo. Cabe añadirse, que en este nivel se encuentra Link Oscuro, una versión oscura del héroe de verdes ropajes. Una vez que se resuelve el calabozo, Ruto le da al Héroe del Tiempo el Medallón del Agua. | Morpha          |
| Bottom of the Well‡           | Este nivel se encuentra debajo del «Well of Three Features», en la villa Kakariko. Para acceder a él, se necesita que Link vuelva a ser un niño, y haber terminado el Forest Temple, además de conocer la melodía de la «Canción de las Tormentas». Es posible obtener los Lentes de la Verdad en este nivel. | Dead Hand       |
| Shadow Temple                 | El acceso hacia este templo se localiza en el cementerio Kakariko, a las faldas de la Montaña de la Muerte. Sin embargo, Link debe tocar mediante su ocarina la canción del «Nocturno de las Sombras» para poder ingresar a él. Como su nombre lo indica, el calabozo está repleto de trampas e ilusiones ópticas; estas consisten en paredes y pisos falsas, además enemigos invisibles que deben ser derrotados una vez adquiridos los Lentes de la Verdad. El objeto de mayor importancia que se puede obtener son las Botas Flotantes, ya que estas permiten realizar un pequeño vuelo en medio del aire, permitiéndole también a Link cruzar el Valle de la Muerte. Una vez que Impa es despertada, esta le entrega al joven hyliano el Medallón de las Sombras. | Bongo Bongo     |
| Gerudo's Training Ground‡     | Este calabozo es un lugar donde las Gerudo tienden a entrenarse para aumentar su valentía, fuerza y sabiduría. Para que Link pueda acceder a este centro de entrenamiento, debe poseer la Credencial de Membresía Gerudo, con la cual obtiene un pase directo a este nivel, aunque debe pagar una pequeña cantidad de rupias. Para avanzar a lo largo de la arena, se deben encontrar llaves para abrir el candado de la siguiente puerta, y de esa manera llegar hasta el último cuarto donde se encuentran las Flechas de Hielo, un ítem que consume poder cada vez que se usan, pero que pueden congelar a los enemigos. | —               |
| Spirit Temple                 | Este templo se ubica a la mitad del desierto Gerudo, específicamente en la zona llamada el Colosal Desierto, justo al oeste del Yermo Embrujado. Cuando Link accede por primera vez a esta mazmorra, se da cuenta de que no puede continuar, debido a que no puede pasar por una pequeña ranura que se encuentra en el piso. Por ello, Sheik le comenta al joven que debe regresar al pasado y encontrar al sabio del calabozo; antes de irse le enseña la canción «Réquiem del Espíritu». Una vez que Link regresa al templo siendo un niño, este conoce a Nabooru, quien le comunica que debe conseguir los Guanteletes Plateados. El héroe debe regresar una vez más, pero ahora como adulto, y conseguir el Escudo Espejo para terminar el calabozo: un objeto que refleja los ataques de los enemigos. Al final, Nabooru le entrega al muchacho el Medallón del Espíritu. | Gemelas Rova    |
| Inside Ganon's Castle         | El último calabozo y nivel del juego. Como su nombre lo indica, este se localiza en el Castillo de Ganondorf; sin embargo, el malvado hechicero se localiza en la cima de la torre principal, pero para entrar en ella se necesitan desbloquear las Seis Barreras que se encuentran en diferentes secciones del laberinto. Para abrirlas se requieren los Seis Medallones de los Sabios. Al final de cada sección, Link debe disparar una Flecha de Luz para romper la barrera que bloquea cada una de las entradas a la torre. A lo largo de la torre, el joven deberá derrotar diversos enemigos hasta llegar al último piso donde se localiza la Princesa Zelda. Una vez que Link libera a Zelda, la torre colapsa, dejando al Rey de las Gerudo aparentemente muerto. Sin embargo, este revive y muestra su verdadera forma: un ser gigantesco de aspecto semejante a un jabalí, la cual debe ser derrotada para eliminar por completo el mal y devolver una vez más la paz que abunda en el reino de Hyrule. | Ganon/Ganondorf |

- Nota: El símbolo «‡» indica que el nivel es un mini-calabozo, y que el jugador puede prescindir sobre resolverlo y obtener el ítem que alberga dentro de sí. Sin embargo, la única excepción puede resultar la Gerudo's Training Ground, pues las Flechas de Hielo no son necesarias para completar el juego en sí; a su vez, los otros dos deben de completarse con el fin de proseguir con la aventura. El signo también señala que ese nivel no es considerado un nivel normal, pues su longitud así como su dificultad es menor en comparación a los demás templos y mazmorras del juego.

### Objetos, equipo y armas

En el reino de Hyrule, las rupias son unas joyas de diversos colores que se utilizan principalmente como moneda de cambio, ya que con estos objetos que se localizan a lo largo de todo el mundo de Zelda, son útiles para la adquisición de diversos objetos necesarios para la aventura del juego.

Link es capaz de cambiar su equipamiento utilizando una subpantalla de pausa dedicada precisamente a eso. Muchos de los ítems que se incluyen en el juego debutaron por primera vez en la serie con Ocarina of Time, así como otros que ya habían aparecido en videojuegos anteriores. Asimismo, hay elementos que se obtienen solamente en la época en la que Link es niño, otros en la que el protagonista es adulto, y hay otros que son indispensables para la historia que no se omiten en ninguna época en la que se encuentre. Entre dichos elementos básicos se encuentran las nueces Deku —son arrojadas y estallan al mínimo impacto con el oponente—, las bombas —que se obtienen por primera vez en la segunda mazmorra—, las «bombchus» —una variación de las bombas originales—, las botellas —son cuatro en total y pueden llenarse con líquidos que recuperan la salud de Link e incluso con hadas, que también cumplen la misma función que los líquidos—, así como los hechizos de las Grandes Hadas —el Fuego de Din, el Viento de Farore, y el Amor de Nayru— y las dos ocarinas —la de las Hadas y la del Tiempo—. De igual manera, los corazones de recuperación cumplen el mismo papel desde el primer videojuego de la serie, al restaurar una parte de la vida de Link. Otros objetos coleccionables llamadas «Skulltulas Doradas» pueden encontrarse en los calabozos, y éstas pueden cambiarse por Piezas de Corazón u otros artefactos, así como también por rupias.
También, durante el curso del juego, Link encuentra diferentes espadas, escudos, botas y túnicas o trajes. Cada uno de dichos artefactos le proporciona a Link una propiedad especial, y muchas de las mazmorras y zonas que explora pueden ser solamente visitadas cuando el protagonista está correctamente equipado, como ocurre, por ejemplo, con la túnica Goron, la cual le permite estar en lugares con un intenso calor. Los objetos que se utilizan comúnmente cuando Link es niño son la Túnica Kokiri, las Botas Kokiri, el Escudo Deku y la Espada Kokiri. Ya en su forma adulta, siendo incapaz de manejar la espada y escudo estándar, no sólo puede seguir utilizando su túnica y botas originales, sino que también puede sumergirse debajo del mar sin preocupación de respiración con la túnica Zora, y, como se menciona anteriormente, mantenerse en lugares calientes con la túnica Goron. Además, puede caminar sobre el fondo de un cuerpo de agua con las Botas de hierro, y caminar libremente en el aire con las Botas flotantes. Los distintos escudos y espadas también tienen características especiales: puede hacer uso completo del Escudo Hyliano, y reflejar la luz con Escudo Espejo, mientras que la Espada Maestra y la Biggoron tienen mayor potencia de fuerza que la Kokiri.

## Sistema de juego
Ocarina of Time es un videojuego de acción-aventura que incluye a su vez elementos de los juegos de rol y de lógica. El jugador es capaz de controlar a Link en una perspectiva en tercera persona y en un espacio tridimensional, mientras que éste lucha principalmente con una espada y un escudo, aunque también puede usar armas que puede arrojarle directamente al adversario, así como bombas, flechas etc. Para esta entrega, los diseñadores se encargaron de introducir al sistema de control algunas mejoras como acciones sensibles a alguna función específica y un sistema de bloqueo automático llamado «focalización Z» (del inglés: Z-targeting). En combate, la denominada «focalización Z» le permite al jugador tener un enfoque desde la perspectiva de Link y así aferrarse (apuntando en el proceso) a un enemigo u objeto determinado. Mediante el uso de esta innovación, la cámara sigue al objetivo y Link es capaz de tenerlo enfocado constantemente. Acto seguido, los ataques con proyectiles se dirigen automáticamente al objetivo por lo que no es necesario apuntarles de manera manual. A su vez, las acciones sensibles a las funciones específicas permiten múltiples tareas que se asignan a un botón, con lo que se simplifica el sistema de control estándar. La visualización en pantalla demuestra qué pasará si se presiona el botón y cambia dependiendo de qué acción se encuentra realizando el personaje. Por ejemplo, el mismo botón que ayuda a Link a empujar una caja si está justo al lado de esta le ayudará a subir a la caja si el analog stick es movido hacia ella. Una gran parte del juego consiste en batallas, aunque en algunos instantes se incorporan elementos característicos de los videojuegos de sigilo. La exploración es otro elemento importante del sistema de juego; el jugador puede observar áreas inaccesibles y volver más tarde –esta vez encontrándolas explorables–, después de obtener un nuevo ítem.

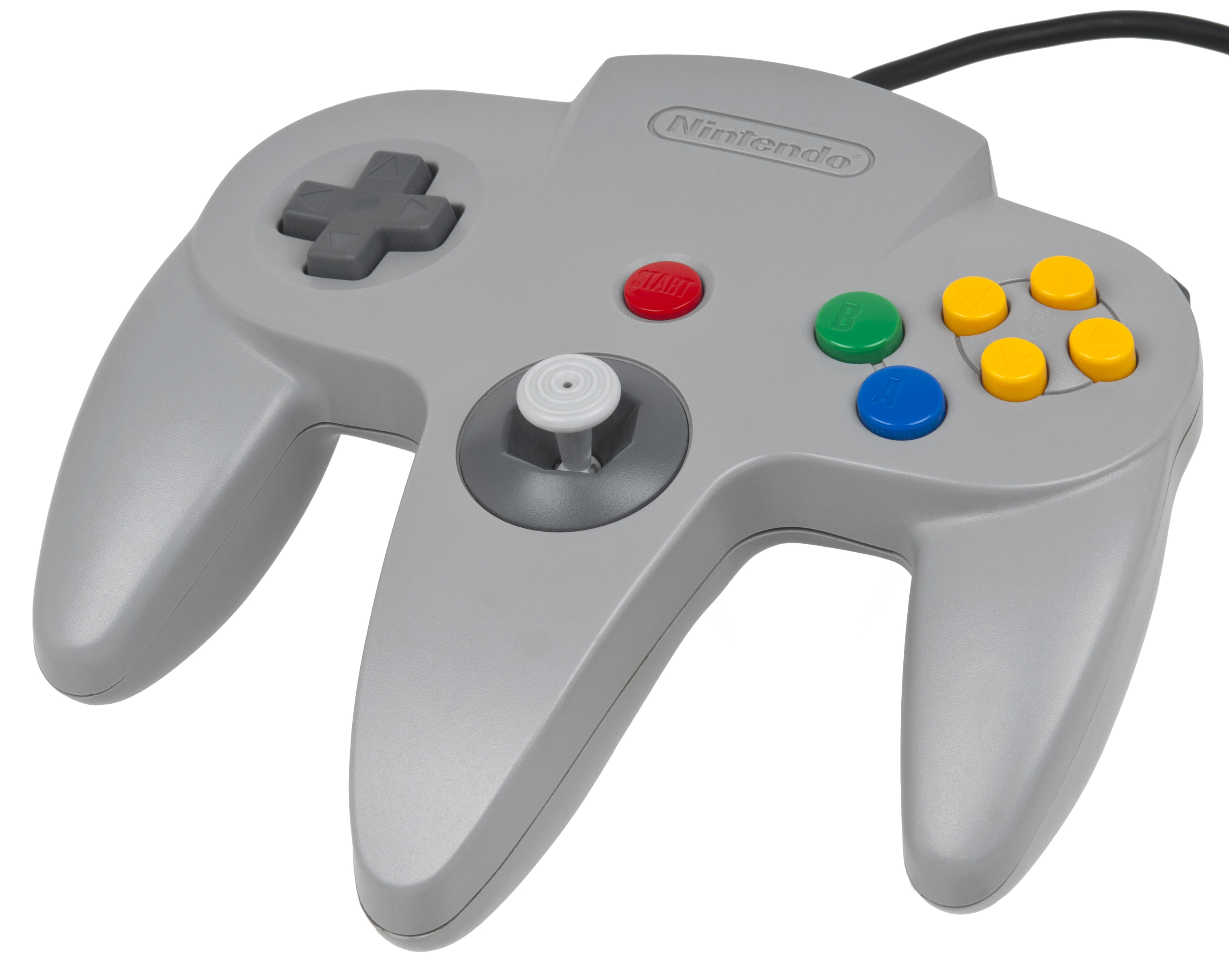
El controlador de Nintendo 64 permite toda una variación de movimientos para Link.

Link adquiere nuevas habilidades al recolectar ítems y armas que se encuentran en las mazmorras o en el supramundo. Es importante mencionar que este título tiene varias misiones opcionales secundarias, así como objetivos que el jugador puede escoger para completar o, en caso contrario, simplemente ignorar. Una vez que se completan estas misiones opcionales, por lo general el jugador obtiene recompensas, ya sea en forma de armas o habilidades. En una de estas, Link vende objetos que no necesita y se los entrega a personajes no elegibles. Esta misión incluye diez objetos a intercambiar y termina cuando Link obtiene la Espada Biggoron de dos manos, la cual es la más larga de su tipo en el juego. En otra de estas misiones, Link puede conseguir a una yegua llamado Epona. De esta manera, puede recorrer el reino más fácilmente, aunque su capacidad de ataque mientras monta el caballo se reduce exclusivamente a lanzar flechas a sus enemigos. Para obtener a Epona, Link debe aprender la canción de este caballo mientras es un niño. Sin embargo, sólo es capaz de montarla cuando ambos son adultos.
Cuando Link consigue la «Espada Maestra» (Master Sword, en inglés) en el Templo del Tiempo, es encerrado sin conciencia por siete años ahí mismo, hasta que se convierte en un adulto, y por lo tanto se vuelve lo suficientemente fuerte como para esgrimir la Espada Maestra. Link pequeño y Link adulto tienen diferentes habilidades; por ejemplo, sólo de manera adulta puede usar el Arco, mientras que el pequeño puede acceder a ciertas áreas restringidas a través de pasajes en las paredes y el propio suelo. Después de completar el Templo del Bosque, Link puede viajar libremente entre los dos periodos mediante el reemplazo o el tomado de la espada. Las melodías y notas se reproducen con los botones C y A en el mando de Nintendo 64; en el caso de la versión de Gamecube, se juega con el analog stick C.

### Control de la ocarina

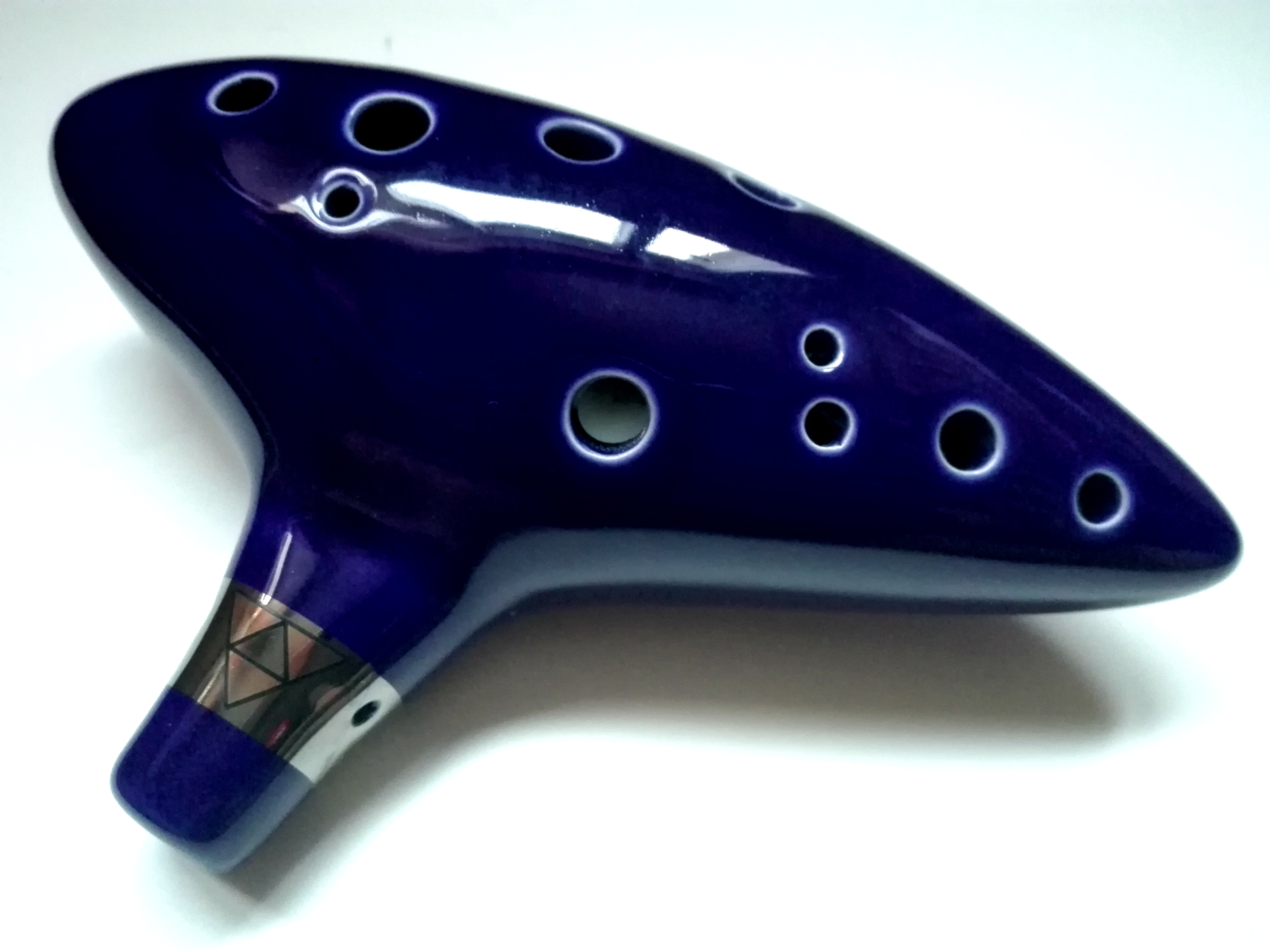
Recreación de la Ocarina del tiempo. El videojuego popularizó este instrumento musical.

Además de proporcionar un fondo en el ambiente de la historia, la música también toma un papel importante en el sistema de control. El videojuego es citado como el «el primer título que presenta la creación de música como parte de su sistema de juego, sin practicar el baile». Los botones de disposición del controlador de Nintendo 64 se asemejan a los agujeros de las ocarinas del juego, y los jugadores deben memorizar diversas canciones para completar algunas secciones de la historia del juego. Todas las canciones se tocan con las cinco notas disponibles en una ocarina, aunque inclinando el campo a través del control del analog stick el jugador puede tocar notas adicionales. Al principio de la historia del videojuego, a Link se le entrega la Ocarina, la cual es después reemplazada por la Ocarina del Tiempo. A través del juego, Link aprende trece canciones que le permiten resolver varios y diferentes acertijos y teletransportarse a lugares previamente visitados. La Ocarina del Tiempo también se usa para reclamar la Espada Maestra en el Templo del Tiempo. Cabe destacar que, al igual que otras historias fantásticas con viajes a través del tiempo en su temática, en este juego se presenta una paradoja respecto a la Canción de la Tormenta, donde siendo Link adulto al dirigirte al molino de Kakarillo Village el hombre de la caja de música te enseña una melodía, aludiendo a que cierto chico hace muchos años se la había mostrado; luego, regresando nuevamente al molino, pero como Link niño, el jugador le enseña la misma melodía que el hombre le enseñó en el futuro, surgiendo de este modo la clásica paradoja "¿quién le enseñó la canción a quién?".

## Producción
| Productor                 | Shigeru Miyamoto                                                                                |
| Coordinadores             | Masashi Goto Yoshitaka Nishikawa Hiroyuki Uesugi                                                |
| Jefe de programación      | Kenzo Hayakawa                                                                                  |
| Productores ejecutivos    | Satoru Iwata Hiroshi Yamauchi                                                                   |
| Diseño gráfico            | Tomoaki Kuroume Ren Uehara Shigeki Yoshida                                                      |
| Diseño de personajes      | Yoshiki Haruhana Kenzo Hayakawa Satomi Maekawa                                                  |
| Diseñadores de nivel      | Takeshi Hosono Shinichi Ikematsu Makoto Miyanaga Kenta Usui                                     |
| Directores                | Eiji Aonuma Yoshiaki Koizumi Toru Osawa Yoichi Yamada                                           |
| Música                    | Koji Kondo                                                                                      |
| Ilustradores              | Minoru Maeda Yusuke Nakano Wataru Yamaguchi                                                     |
| Programadores principales | Shigeo Kimura Takamitsu Kuzuhara Kazuaki Morita Atsushi Nishiwaki Nobuo Okajima Masatoshi Ogawa |
| Captura de movimiento     | Tsuyoshi Watanabe                                                                               |
| Director de programación  | Toshio Iwawaki                                                                                  |
| Guionistas                | Toru Osawa Kensuke Tanabe                                                                       |
| Efectos de sonido         | Yoji Inagaki Takuya Maekawa                                                                     |
| Supervisores              | Toshihiko Nakago Takashi Tezuka                                                                 |
| Soporte técnico           | Shin Hasegawa Hirohito Yoshimoto                                                                |
| Traductor                 | Hiro Yamada                                                                                     |
| Actores de voz            | Nobuyuki Hiyama (Link) Takashi Nagasako (Ganondorf) Kaori Mizuhashi (Navi)                      |
| Referencias               | [ 74 ] [ 75 ]                                                                                   |

La primera vez que se hizo referencia a Ocarina of Time fue como parte de una demostración técnica a cargo del programador Giles Goddard, la cual se realizó en el evento japonés Space World 1996, llevado a cabo en diciembre de 1995; durante dicho evento, el juego era conocido simplemente como Zelda 64. Su desarrollo aconteció de forma paralela a la producción de Super Mario 64, en ambos juegos figurando como máximo responsable el equipo Nintendo EAD. Ambos títulos se convirtieron en los primeros juegos hechos completamente con gráficos 3D en sus respectivas franquicias. A pesar de que Nintendo originalmente planeaba lanzarlo para el periférico Nintendo 64DD, poco después decidió lanzarlo en cartucho. Diseñado en un cartucho de 32 megabytes, Ocarina of Time pasó a ser el juego más largo jamás hecho por Nintendo hasta ese entonces.
Shigeru Miyamoto, director principal de Super Mario 64, fungió al mismo tiempo como productor y supervisor del diseño de Ocarina of Time, el cual estaba a cargo ya de varios directores. Para el desarrollo de este título, Nintendo EAD puso en práctica una nueva estrategia consistente en que numerosos directores se encargarían cada uno de producir segmentos individuales del juego para, más tarde, unir las piezas creadas y así dar forma a la versión final. No obstante, bajo este concepto la producción demoró mucho más tiempo del esperado, así que Miyamoto optó por involucrarse aún más en el juego, asumiendo para ello un rol más de director que de supervisor. Aunque el tema de los juegos 3D era inédito para el equipo de producción, el asistente Makoto Miyanaga mencionó que entre ellos existió «un sentido de pasión por crear algo nuevo y sin precedentes». Originalmente, Miyamoto quería que el juego tuviera una perspectiva en primera persona, con tal de permitirle a los jugadores que exploraran el vasto terreno de Hyrule de una forma más interactiva, además de enfocarse más en el desarrollo de los enemigos y los escenarios. Sin embargo los responsables del diseño tuvieron algunas dificultades técnicas con este proyecto al querer introducir a una versión infantil de Link, por lo que Miyamoto percibió que sería necesario mostrar entonces a Link todo el tiempo en escena. El desarrollo del juego involucró a más de 120 personas, incluido un actor al cual utilizaron para capturar los movimientos y las maniobras con la espada de Link. Por otra parte, algunas de las ideas de Miyamoto para Ocarina of Time se incorporaron en cambio en Super Mario 64, lo cual se debió principalmente a que este último estaba programado para ser lanzado antes que el juego de Zelda; incluso, hay otras ideas que ni siquiera se usaron en ninguno de los juegos debido a limitaciones de tiempo.
Ocarina of Time originalmente se corría con el mismo motor gráfico que Super Mario 64, pero para el caso de Zelda el engrane fue modificado substancialmente que el diseñador Miyamoto asintió que el producto de ambos proyectos deberían ser totalmente diferentes entre sí. Un rasgo que difiere entre ambos juegos es el control sobre la cámara. El jugador tiene bastante control sobre los ángulos de enfoque en Super Mario 64, pero la cámara en Ocarina of Time es controlada en mayor medida por la inteligencia artificial del juego. Miyamoto ha dicho que los controles sobre la cámara en Ocarina of Time estaban destinados a reflejar un enfoque sobre el mundo del juego, en tanto que los de Super Mario 64 tienden a centrarse sobre el personaje de Mario. Miyamoto anhelaba que el juego fuera de un estilo cinematográfico, pero que pudiera todavía distinguirse de varias películas de la actualidad. Takumi Kawagoe, quien era la persona encargada de realizar los cortes de escena para los juegos de Nintendo, dijo que su mayor prioridad era la de darle al jugador «una sensación de poder para controlar la acción». Para estimular dicha sensación, los cortes de escena que aparecen en Ocarina of Time son generados completamente mediante computación en tiempo real, y no utilizan secuencias pregrabadas o vídeos de movimiento completo. Toru Osawa, en colaboración con Kensuke Tanabe, redactaron el guion y el argumento del juego basándose en una pequeña anécdota de Miyamoto y de Yoshiaki Koizumi. Los calabozos, así como los niveles y entornos de Hyrule, fueron diseñados por Eiji Aonuma.
Una vez que el juego fue lanzado al mercado, todos aquellos clientes que habían preordenado una copia del mismo en Estados Unidos obtuvieron una caja de edición limitada que contenía una tarjeta dorada de plástico que decía «Edición de coleccionista», y la cual a su vez traía en su interior un cartucho dorado de Ocarina of Time, algo que ya se había hecho antes con los juegos anteriores a partir del lanzamiento del juego original para la consola Nintendo NES. La demanda en el mercado llegó a ser tan alta que en algún momento Electronics Boutique llegó a cancelar las preventas del juego a partir del 3 de noviembre de 1998. Algunas versiones posteriores del juego muestran ligeras modificaciones en su diseño, tales como la remoción de un segmento musical islámico de la melodía que se escucha en el Templo del Fuego, algunas correcciones de errores en la programación «no previstos» (del término «glitch») y el cambio del color de la sangre de Ganondorf de carmesí a verde.

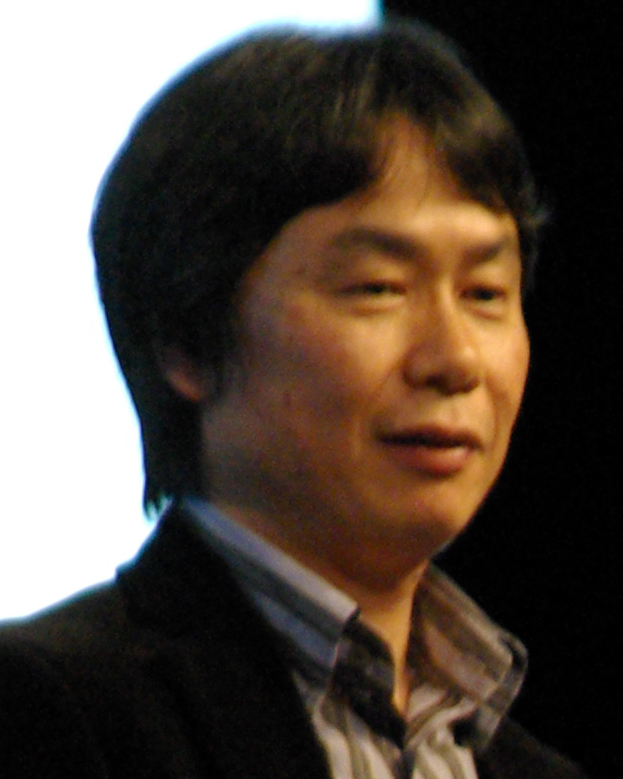
Shigeru Miyamoto, productor.
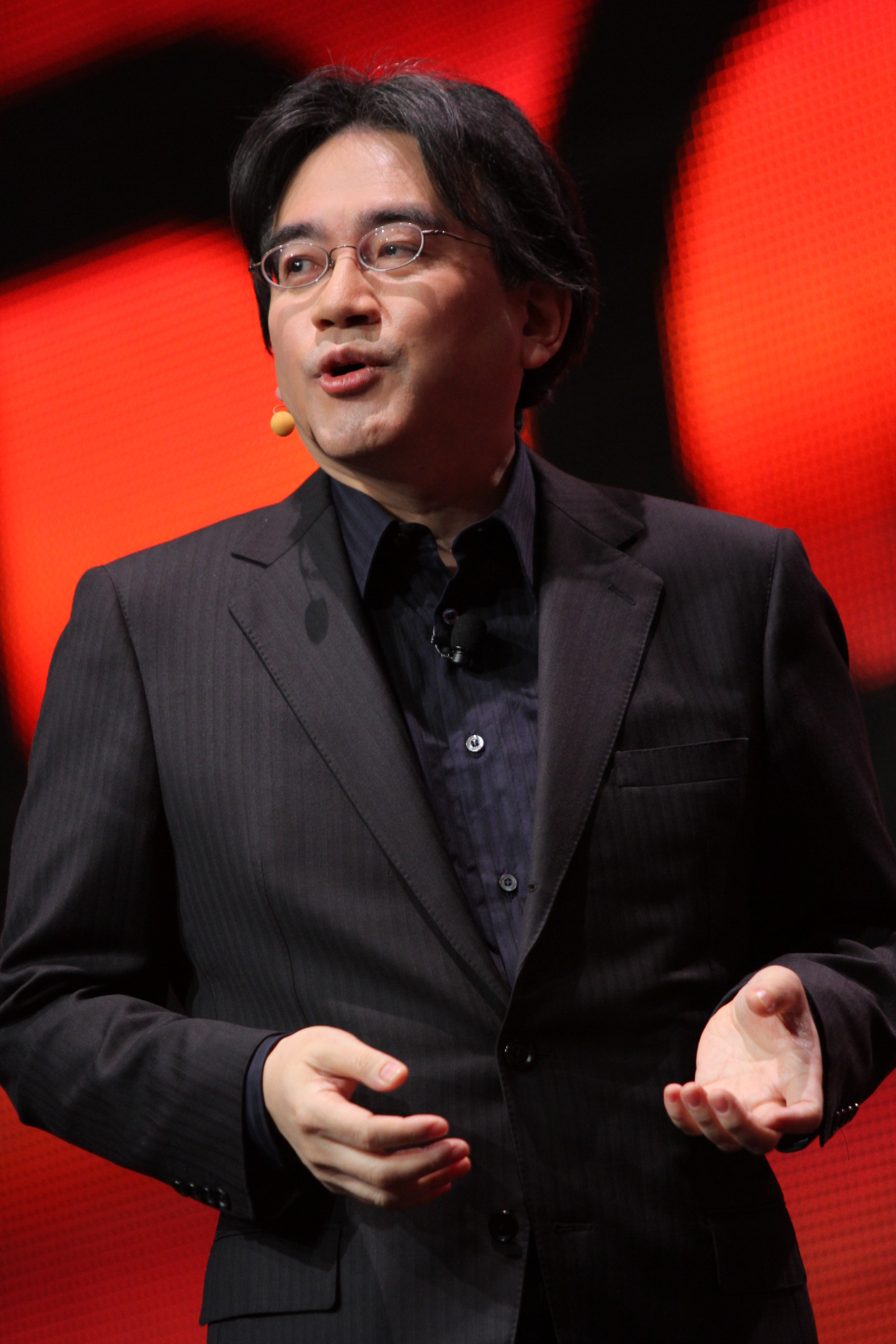
Satoru Iwata, productor ejecutivo.
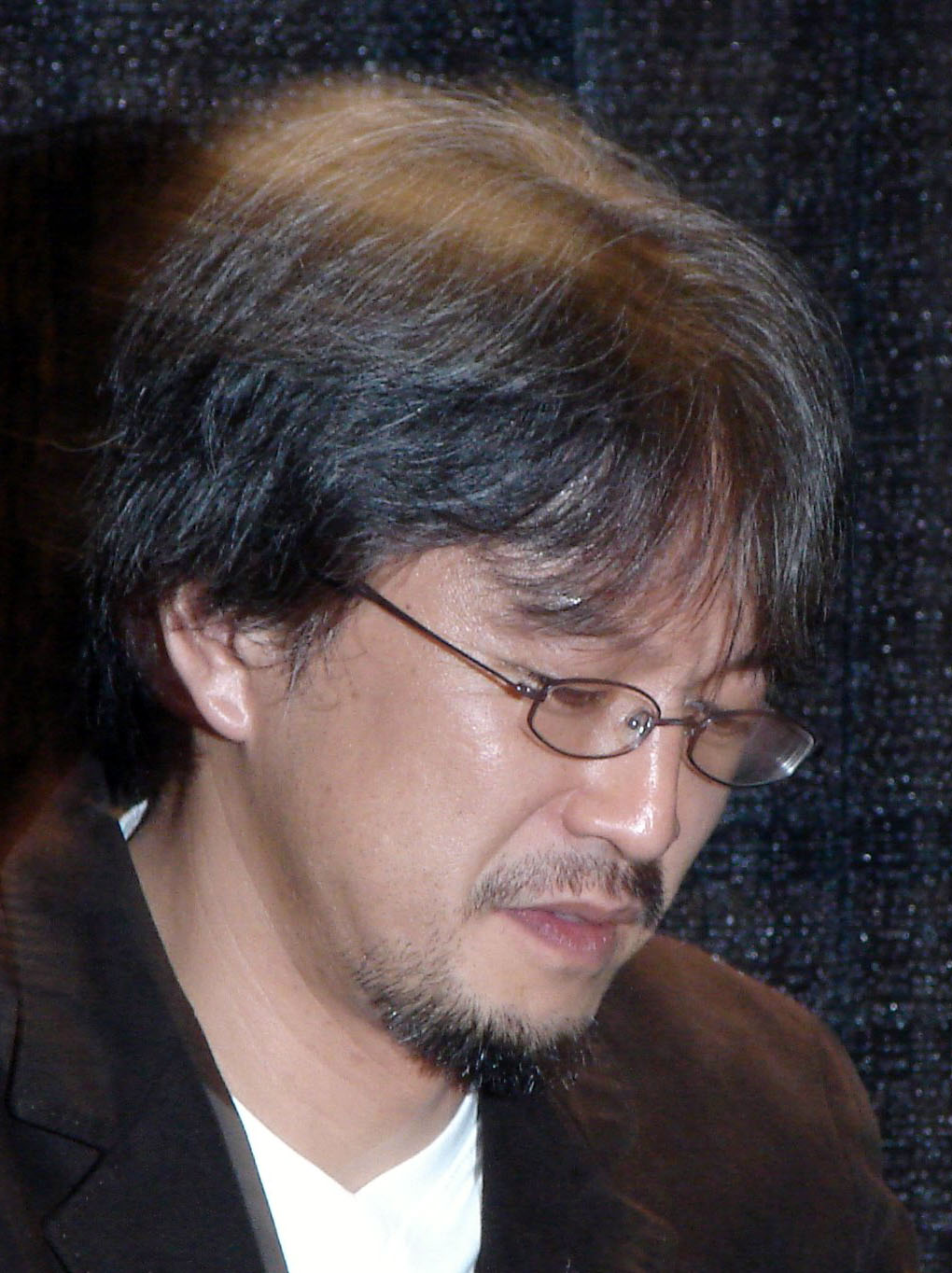
Eiji Aonuma, director.
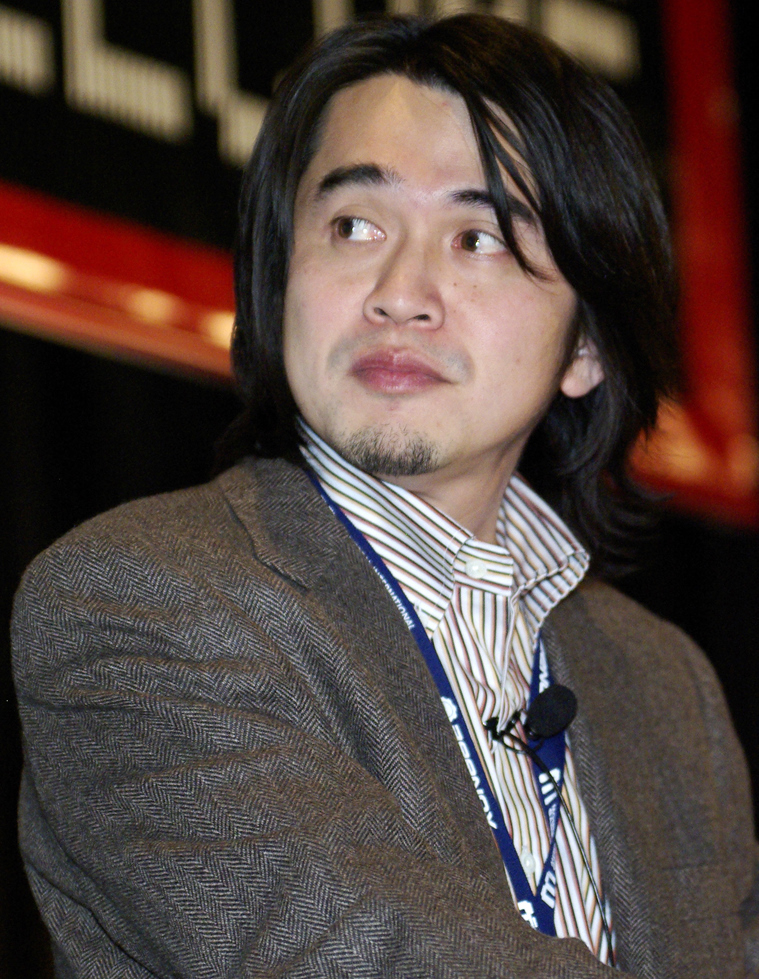
Yoshiaki Koizumi, director.

### Cartuchos
Existen tres cartuchos diferentes de Ocarina of Time para N64: 1,0 (conocido bajo la denominación de NUS-CZGE-USA), 1,1 (NUS-CZLE-USA) y 1,2 (NUS-CZLE-USA-1). Las diferencias entre los cartuchos son todas menores, e incluyen el cambio del color de la superficie del cartucho (mientras que la versión 1,0 puede venir en dorado o gris, las últimas dos son exclusivamente de color gris, salvo en Australia) y algunas correcciones de errores (glitch) presentes en la versión 1,0. La diferencia más notable entre las versiones 1,1 y 1,2 fue el cambio de color de la sangre de rojo a verde. Asimismo, a partir de la versión 1,2 inclusive se empezaron a alterar algunos aspectos del juego que fueron relacionados por la prensa como referentes a la cultura musulmán, tales como la música del Templo de Fuego (donde se incluía un canto similar a un sonido sagrado musulmán) y el emblema que aparece en el Escudo Espejo y en algunas estructuras relacionadas con la tribu Gerudo (cuyo diseño era una luna creciente y una estrella, símbolo asociado con el islam). Los anteriores cambios se hicieron principalmente para evitar que dichas culturas lo consideraran como una ofensa a su ideología.

### Adaptaciones y relanzamientos

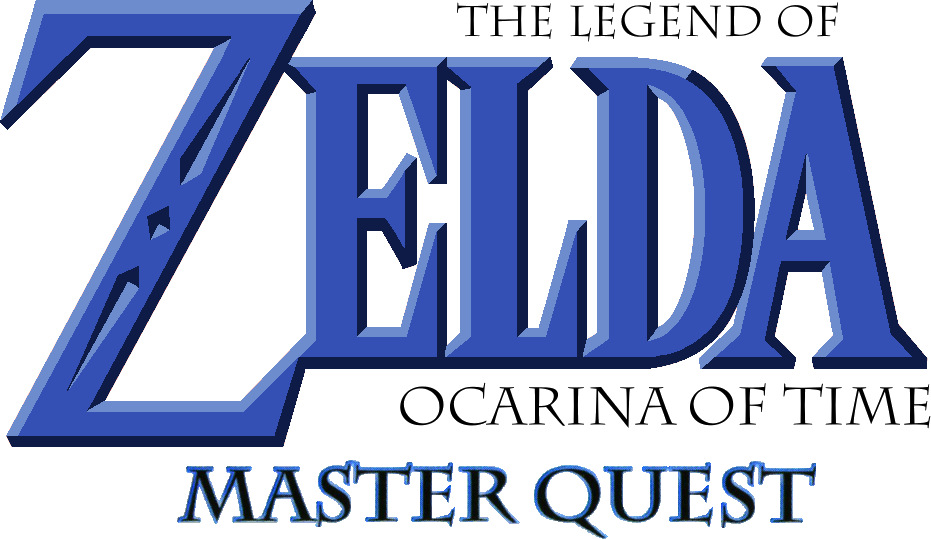
Logo de Ocarina of Time Master Quest

La primera consola a la que fue adaptada la versión original para Nintendo 64 de Ocarina of Time fue para Nintendo GameCube, sucesora de la ya mencionada, como un elemento adicional en los discos compilatorios Ocarina of Time: Master Quest y The Legend of Zelda: Collector's Edition, en ambas versiones consistiendo en una ROM emulada. Originalmente, Ocarina of Time: Master Quest iba a ser una expansión de Ocarina of Time para el periférico Nintendo 64DD y llevaría el título Ura Zelda («Otro Zelda»). Dicha compilación se adjuntó también como un título premium (adicional) para todos aquellos usuarios que preordenaron el juego The Wind Waker en Japón y Norteamérica, así como a los que adquirieron una edición limitada de la consola GameCube en la cadena de tiendas Wal-Mart. En Europa, el disco estuvo disponible por un cierto período a través de una oferta especial realizada en el sitio web oficial de Nintendo. Incluso salió a la venta una caja compilatoria bajo el mismo nombre que contiene un disco con el juego original, la versión Master Quest y seis videoclips de varios juegos para GameCube entre los cuales se incluyen The Wind Waker y una demo de la adaptación The Legend of Zelda: A Link to the Past para la portátil Game Boy Advance. Respecto a su diseño, Master Quest usa el mismo motor de juego que Ocarina of Time, aunque posee mazmorras con un nuevo diseño. Por otra parte, la edición Collector's Edition estuvo disponible en Europa, Australia y Norteamérica como parte de una oferta especial, así como al registrar hardware y software de Nintendo, o incluso suscribiéndose a las revistas o clubs oficiales de la empresa. Además de la copia original de Ocarina of Time, el disco compilatorio contiene los juegos The Legend of Zelda, The Adventure of Link, Majora's Mask, una demo de The Wind Waker así como un videoclip sobre la historia de Zelda. Aunque el juego original es reproducido en la Nintendo 64 con una resolución de 320 × 240 píxeles, las versiones emuladas para GameCube lo reproducen con una resolución de 640 × 480 píxeles además de contar con un sistema de escaneo progresivo. En noviembre de 2003, se estrenó asimismo una versión específica para la consola Nintendo iQue en China.
El 23 de febrero de 2007, se lanzó una nueva adaptación de Ocarina of Time en Europa y Australia para la consola virtual de Wii, por un costo de 1000 puntos Wii. En Norteamérica, dicha edición llegó al mercado el 26 de febrero de ese año, y a Japón al día siguiente, el 27 de febrero. Aunque esta adaptación consiste a su vez en una versión emulada del juego original para Nintendo 64, no está exenta de algunas modificaciones, como la alteración del símbolo Gerudo —al igual que como se mostró en la versión de Game Cube—, además de no soportar la vibración para el controlador. Al contrario, la consola Wii puede reproducir las versiones compiladas de GameCube con esta característica intacta. En Super Smash Bros Brawl, se incluye una versión demo de 5 minutos de Ocarina of Time a manera de elemento desbloqueable en el juego.

#### Versión para Nintendo 3DS

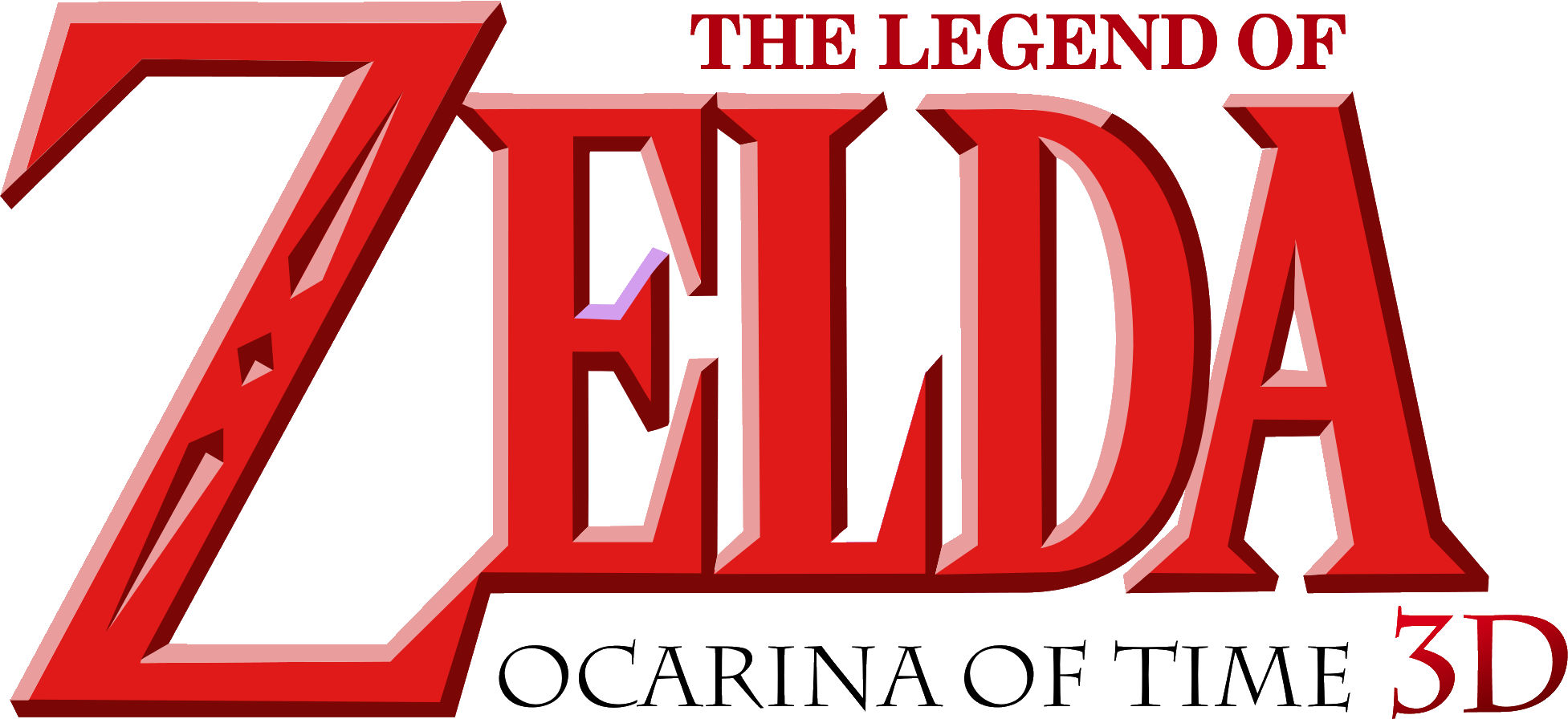
Logo de Ocarina of Time 3D

A mediados de 2010 se estrenó una versión demo que incluía escenas de Ocarina of Time; si bien Miyamoto en un principio sostuvo que existía la posibilidad de que esa pequeña secuencia fuese desarrollada hasta convertirse en un nuevo Zelda, Nintendo of America, a través de su página de Twitter, anunció oficialmente a Ocarina of Time 3DS el 15 de junio de 2010 para la portátil Nintendo 3DS. Ese mismo día se mostraron algunas escenas tomadas directamente del juego en el sitio web Nintendo E3. Eiji Aonuma comentó al respectó: «¿Recuerdan el Templo del Agua? ¿Quién pensó que fuese tedioso o incluso horrible? He vivido con eso por los últimos diez años. Pero con el 3DS tenemos una pantalla táctil. Tienen que quitarse y ponerse las botas de hierro constantemente, ¿verdad? Me gustaría hacer que el control de las botas fuera más sencillo al incorporar una nueva característica [en Ocarina of Time 3DS]», con lo cual dio a entender que los controles serán modificados en esta nueva versión. El juego estuvo disponible al público por medio de una exhibición en el evento Nintendo World 2011, donde atrajo una cantidad significativa de atención, e incluso los tiempos de espera para poder jugarlo se incrementaron en comparación con otros títulos exhibidos por Nintendo anteriormente.
Una de las nuevas características más notables es la habilidad para equipar armas de una forma más rápida al usar la pantalla táctil, ya que a su vez, la arquitectura de la propia consola podría permitir movimientos más precisos mediante el giroscopio interno de la 3DS; asimismo, esto permite que el jugador realiza movimientos más acertados y directos cuando accede en una perspectiva en primera persona, como en el caso del slingshot. El 12 de abril de 2011 se reveló que el juego sería lanzado 17 de junio del mismo año para Reino Unido, en tanto que para América el juego saldría a la venta dos días después. Un día después, el 13 de abril, se desveló en una página oficial japonesa que el juego podría estar disponible para el 16 de junio de 2011 en Japón. Para esta versión, se ha confirmado que contendrá la versión de Master Quest, en adición a la versión original del juego. Además de lo anterior, se confirmó que la inclusión de un sistema de batalla contra los jefes del juego, titulado como «Boss Challenge», el cual permite que el jugador elija combatir a todos los jefes en un cierto orden, de una manera similar a como sucedió en el juego Metal Gear Solid: The Twin Snakes. Aun así, esta versión de la Master Quest difiere de la original en que el mapa de Hyrule está «volteado» o invertido, de una manera similar a como se realizó la versión de The Legend of Zelda: Twilight Princess para Wii.
Asimismo, se mencionó que el juego contendría ciertos vídeos a manera de tutoriales que ayudarían al jugador en caso de que este se perdiera en alguna parte de la aventura. Como dato adicional, cabe señalarse que The Legend of Zelda: Ocarina of Time 3D no fue diseñado por Nintendo EAD como se hizo con la versión original, sino por Grezzo, un estudio subsidiario e independiente japonés encabezado por Koichi Ishii. Finalmente el juego fue lanzado en junio de 2011 en todo el mundo.

### Banda sonora

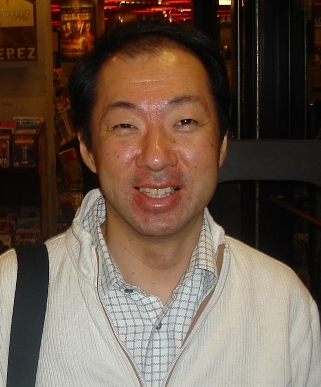
Kōji Kondō, compositor principal de la banda sonora, expresó que la creación de temas distintos en la escala limitada era un «gran desafío», pero al final sintió que el resultado final era un producto muy natural.

La música de Ocarina of Time fue compuesta por Kōji Kondō, un compositor famoso por su trabajo en varios títulos de Nintendo, quien además se había encargado de la música de The Legend of Zelda desde el primer juego de la serie. Adicionalmente, éste fue el último trabajo musical que realizó Kondō en solitario. Aunado al hecho de que muchos de los personajes tienen su propio tema musical, varias locaciones de Hyrule se encuentran a la vez asociadas con temas musicales en este juego. Lo anterior ha sido considerado como un leitmotiv a la inversa, es decir que en vez de que cierta música anuncie la llegada de un personaje, aquí se presenta un ambiente estacionario mientras el jugador se acerca a alguno. En ciertos lugares, la música constituye la variación de una melodía reproducida por una ocarina que el jugador posteriormente debe aprender, y la misma se halla relacionada estrictamente con dicha área.
La banda sonora sirve de pretexto para proporcionar un contexto musical al escenario, pero, sin embargo, también asume un rol integral en el sistema de juego de Ocarina of Time. El material es referido como «el primer título contemporáneo que no pertenece al género de bailes que incorpora la composición musical como parte de su interactividad». El diseño de los botones del controlador de Nintendo 64 asemeja los agujeros de las ocarinas en el juego, y los jugadores deben aprender varias canciones para poder finalizar el título. Todas las composiciones son tocadas mediante el uso de las cinco notas disponibles en una ocarina real, aunque es posible ajustar algunos tonos con la palanca del controlador para tocar algunos sonidos adicionales. Tal fue la popularidad de Ocarina of Time que se comprobó que las ventas de ocarinas aumentaron considerablemente tras el lanzamiento del videojuego.
La banda sonora de Ocarina of Time fue producida por Pony Canyon y publicada en Estados Unidos en noviembre de 1998, mientras que en Japón lo hizo el 18 de diciembre de 1998. La versión japonesa contiene un disco compacto con 82 temas en total, cuando la lanzada para Estados Unidos tenía 35, y fueron publicados con diferentes cubiertas de portada. Tras su lanzamiento, la banda sonora fue frecuentemente alabada por la crítica especializada; sin embargo, IGN manifestó su inconformidad al no incluir en el videojuego el tema tradicional de Zelda, pero aun así la describió como una «victoria intachable». En 2001, tres años después del lanzamiento original de Ocarina of Time, GameSpot la calificó como una de las diez mejores bandas sonoras de videojuegos de todos los tiempos. Del sitio especializado de Soundtrack Central, Jon Turner comparó las versiones japonesa y norteamericana, criticando a esta última por contener menos temas y por modificaciones hechas a estos mismos; en su reseña mencionó que «Definitivamente ésta no es la típica música de Mario o Yoshi. Con esto no me refiero a que todo el álbum sea oscuro y poco divertido. Sino que, aquí la música se extiende desde alegre y divertida a dramática y hermosa», concluyendo que «Sólo hay una palabra que describe la música de este álbum de banda sonora, y ésta es 'espectacular'».
Existen además dos álbumes derivados de la banda sonora, llamados The Legend of Zelda: Ocarina of Time - Hyrule Symphony, publicado el 27 de enero de 1999, y The Legend of Zelda Ocarina of Time - Re-Arranged Album, publicado el 22 de diciembre de 1999.
A continuación, la lista completa de los temas contenidos en la banda sonora.
| Lista de temas de Ocarina of Time |                                   |          |  |
| N.º                               | Título                            | Duración |  |
| 1.                                | «Title Theme»                     | 1:20     |  |
| 2.                                | «Enter Ganondorf»                 | 0:13     |  |
| 3.                                | «Deku Tree»                       | 0:36     |  |
| 4.                                | «Fairy Flying»                    | 0:23     |  |
| 5.                                | «House»                           | 0:36     |  |
| 6.                                | «Kokiri Forest»                   | 1:01     |  |
| 7.                                | «Open Treasure Box»               | 0:10     |  |
| 8.                                | «Item Catch»                      | 0:04     |  |
| 9.                                | «Small Item Catch»                | 0:05     |  |
| 10.                               | «Shop»                            | 1:08     |  |
| 11.                               | «Battle»                          | 1:07     |  |
| 12.                               | «Inside the Deku Tree»            | 1:27     |  |
| 13.                               | «Boss Battle»                     | 1:19     |  |
| 14.                               | «Boss Clear»                      | 0:13     |  |
| 15.                               | «Heart Container Get»             | 0:05     |  |
| 16.                               | «Legend of Hyrule»                | 1:58     |  |
| 17.                               | «Spiritual Stone Get»             | 0:16     |  |
| 18.                               | «Fairy Ocarina Get»               | 0:11     |  |
| 19.                               | «Hyrule Field Main Theme»         | 4:43     |  |
| 20.                               | «Kepora Gebora's Theme»           | 1:00     |  |
| 21.                               | «Market»                          | 0:59     |  |
| 22.                               | «Shooting Gallery»                | 0:39     |  |
| 23.                               | «Hyrule Castle Courtyard»         | 0:53     |  |
| 24.                               | «Enter Zelda»                     | 0:06     |  |
| 25.                               | «Ocarina "Zelda's Lullaby"»       | 0:12     |  |
| 26.                               | «Zelda's Theme»                   | 0:49     |  |
| 27.                               | «Ocarina "Epona's Song"»          | 0:09     |  |
| 28.                               | «LonLon Ranch»                    | 2:08     |  |
| 29.                               | «Mini Game»                       | 0:32     |  |
| 30.                               | «Kakariko Village»                | 1:44     |  |
| 31.                               | «Ocarina "Sun's Song"»            | 0:07     |  |
| 32.                               | «Hyrule Field Morning Theme»      | 0:37     |  |
| 33.                               | «Goron City»                      | 1:38     |  |
| 34.                               | «Ocarina "Saria's Song"»          | 0:09     |  |
| 35.                               | «Lost Woods»                      | 0:39     |  |
| 36.                               | «Dodongo's Cavern»                | 0:46     |  |
| 37.                               | «Middle Boss Battle»              | 1:07     |  |
| 38.                               | «Dinosaur Boss Battle»            | 1:08     |  |
| 39.                               | «Zora's Domain»                   | 1:30     |  |
| 40.                               | «Great Fairy's Fountain»          | 0:35     |  |
| 41.                               | «Potion Shop»                     | 0:52     |  |
| 42.                               | «Inside Jabu-Jabu's Belly»        | 0:34     |  |
| 43.                               | «Ocarina "Song of Time"»          | 0:12     |  |
| 44.                               | «Temple of Time»                  | 1:19     |  |
| 45.                               | «Open Door of Temple of Time»     | 0:15     |  |
| 46.                               | «Master Sword»                    | 0:13     |  |
| 47.                               | «Ganondorf's Theme»               | 0:41     |  |
| 48.                               | «Chamber of the Sages»            | 1:43     |  |
| 49.                               | «Medal Get Fanfare»               | 0:14     |  |
| 50.                               | «Sheik's Theme»                   | 0:30     |  |
| 51.                               | «Horse Race»                      | 0:46     |  |
| 52.                               | «Horse Race Goal»                 | 0:05     |  |
| 53.                               | «Ingo's Theme»                    | 0:39     |  |
| 54.                               | «Escape from LonLon Ranch»        | 0:09     |  |
| 55.                               | «Kakariko Village Orchestra Ver.» | 1:44     |  |
| 56.                               | «Ocarina "Song of Storms"»        | 0:07     |  |
| 57.                               | «Windmill Hut»                    | 0:52     |  |
| 58.                               | «Minuet of Woods»                 | 0:17     |  |
| 59.                               | «Forest Temple»                   | 1:52     |  |
| 60.                               | «Bolero of Fire»                  | 0:20     |  |
| 61.                               | «Fire Temple»                     | 0:42     |  |
| 62.                               | «Ice Cavern»                      | 0:45     |  |
| 63.                               | «Serenade of Water»               | 0:19     |  |
| 64.                               | «Water Temple»                    | 1:44     |  |
| 65.                               | «Nocturne of Shadow»              | 0:23     |  |
| 66.                               | «Prelude of Light»                | 0:18     |  |
| 67.                               | «Shadow Temple»                   | 1:45     |  |
| 68.                               | «Gerudo Valley»                   | 1:34     |  |
| 69.                               | «Spirit Temple»                   | 2:57     |  |
| 70.                               | «Requiem of Spirit»               | 0:24     |  |
| 71.                               | «Kotake & Koume's Theme»          | 0:52     |  |
| 72.                               | «Meet Again Zelda»                | 0:51     |  |
| 73.                               | «Game Over»                       | 0:09     |  |
| 74.                               | «Ganon's Castle Bridge»           | 0:22     |  |
| 75.                               | «Ganon's Castle Under Ground»     | 0:53     |  |
| 76.                               | «Inside Ganon's Castle»           | 3:26     |  |
| 77.                               | «Ganondorf's Battle»              | 1:12     |  |
| 78.                               | «Escape from Ganon's Castle»      | 0:33     |  |
| 79.                               | «Last Battle»                     | 2:10     |  |
| 80.                               | «Seal of Six Sages»               | 0:29     |  |
| 81.                               | «Ocarina of Time»                 | 0:32     |  |
| 82.                               | «End Credits»                     | 7:10     |  |

## Recepción

### Comercial
Previo a su lanzamiento, se preordenaron más de 250 000 copias, convirtiéndose en el videojuego con la mayor cantidad de preventas en toda la historia (anteriormente, el juego Diddy Kong Racing ostentaba dicho título con 125 000 copias prevendidas). Tan sólo en su primera semana de estreno en Japón, se vendieron 386 234 copias. De acuerdo a un informe de Nintendo of America, la empresa obtuvo ganancias por hasta 150 millones USD por las casi 2,5 millones de copias vendidas al término de 1998, estimándose su precio de preventa en 60 USD por cada edición. Según el sitio N-Sider.com, en esa época la película más taquillera era la producción A Bug's Life de Pixar, con ganancias de aproximadamente 114 millones USD.
Ocarina of Time fue publicado entre múltiples elogios abrumadoramente positivos, ligado a un enorme éxito comercial. Durante 1998, logró vender 2,5 millones de copias a pesar de que fue publicado tan sólo 39 días antes de que dicho año terminara; antes de su lanzamiento, Nintendo esperaba que el juego vendiera más de dos millones de copias en este período tan sólo en Norteamérica. Esto lo convirtió en el juego con mayores ventas en un corto período a partir de su lanzamiento, récord que mantendría hasta diez años después, cuando Super Smash Bros Brawl lo superó vendiendo 1,4 millones durante su primera semana de lanzamiento al mercado. En Japón, el juego vendió 820 000 copias en 1998, por lo que se convirtió en el décimo juego mejor vendido de ese año. Durante el tiempo en que estuvo disponible en el mercado internacional, Ocarina of Time vendió 1,14 millones de copias en Japón, llegando a ser considerado como el 113.° juego mejor vendido de todos los tiempos en aquel país; asimismo, logró comercializar 4,06 millones de copias en territorio estadounidense, y 7,6 a nivel mundial, convirtiéndose así en el título más vendido de la serie The Legend of Zelda y el cuarto más vendido para la consola, superado únicamente por Super Mario 64 (11 millones),Mario Kart 64 (9 millones) y GoldenEye 007 (8 millones).

### Crítica
En su lanzamiento original para Nintendo 64, Ocarina of Time obtuvo puntuaciones perfectas por diversos medios especializados, tales como Famitsu, Edge, Electronic Gaming Monthly, GameSpot, IGN, y la revista Next Generation (que lo nombró como el «Videojuego del siglo»). Para el mes de diciembre de 2010, dos de las webs más influyentes de compilación de reseñas GameRankings y Metacritic, consideraron que la puntuación que recibió la versión original para N64 ha sido la mejor calificación de todos los tiempos para un juego dentro de dichos sitios, pues el mismo obtuvo una puntuación de 97,54 % y de un 99 sobre 100, respectivamente de lo que el Guinness World Records se hizo eco.
Los gráficos del juego fueron elogiados por ser profundos y detallados, aunque algunos revisores comentaron que estos no explotaban a totalidad la capacidad gráfica que la consola casera podía ofrecer, pues según ellos «[el juego] no exponía todo su potencial». Game Revolution comentó que los detalles en los rostros de los personajes son con frecuencia «el reto más difícil de la programación en un entorno gráfico en 3D», sin embargo añadió que las expresiones y las animaciones que son presentadas en la mayoría de los personajes constituyeron una «adición sorprendente». Asimismo, IGN sintió que Ocarina of Time mejoró y actualizó los gráficos con los que contaba Super Mario 64, pues los de la versión de Zelda otorgaban una sensación más profunda a la vez que daban un concepto más adecuado a la proporcionalidad de los escenarios. El despliegue gráfico, específicamente si se considera el diseño de las profundidades así como el de las perspectivas y el tamaño de los jefes, fue un aspecto que la prensa consideró como un «elemento mejor detallado [en comparación a otros juegos de la época]». A pesar del excelente uso con colores, efectos visuales y detallados entornos dentro del juego, los editores se mostraron inconformes al respecto, pues comentaban que ciertos detalles gráficos en Ocarina of Time no se reproducían tan bien como lo hacían en Banjo-Kazooie, un juego que fue publicado poco antes que Ocarina of Time a inicios del mismo año, además de ser compatible con la misma plataforma. De igual forma, IGN añadió que las imágenes por segundo y las texturas que ofrecía Ocarina of Time no eran tan buenas como las que mostraban Banjo-Kazooie, pues dijo que la ciudadela del castillo de Hyrule se veía particularmente con un tono «borroso».
El sistema de juego obtuvo buenas críticas a rasgos generales por los medios especializados, puesto que los críticos coincidieron en que las misiones secundarias que se encontraban a lo largo del juego entretenían por un buen rato a los jugadores. IGN señaló que los jugadores «debían estar impresionados por el detalle» de los escenarios, puesto que «se invirtieron muchas ideas para diseñarlos adecuadamente». EGM elogió que Nintendo fuera capaz de incorporar elementos de otros juegos de la serie, cuando Zelda se desarrollaba en un mundo en 2D, ya que pudo «trasladar perfectamente los elementos de los juegos anteriores a un ambiente en 3D sin ningún problema». Nintendo Power coincidió en que tanto Ocarina of Time como Super Mario 64 fueron dos juegos capaces de «abrirle el camino» a la era del 3D dentro de la industria. El uso de un sistema de control sensible dentro de un mismo contexto pasó a ser calificado como uno de los elementos mejor diseñados dentro de su interactividad. Los críticos comentaron que el juego permitía ejecutar de manera sencilla diferentes movimientos y maniobras, con sólo pocos botones a su disposición, aunque ello también causaba que los jugadores se equivocaran y realizaran movimientos no intencionados. Compararon asimismo al control que el jugador tenía sobre la cámara con la sensación de tener que pelear con una «segunda naturaleza», pues cuando se accedía a una perspectiva subjetiva se podían observar detalles que mediante la tercera persona no eran demasiado notorios; esta nueva opción le tomaba un cierto tiempo al jugador para poder dominarla y, a su vez, aprender a usarla adecuadamente.
El audio del juego recibió múltiples elogios y fue bien recibido a grandes rasgos por la prensa; IGN comparó algunas de las piezas que compuso Kondō con los trabajos musicales del compositor Philip Glass. Los críticos coincidieron en que las melodías atmosféricas y el sonido surround sumergen de manera excepcional al jugador dentro del mundo ficticio del videojuego. Algunos revisores se quejaron de que la música se escuchaba «un poco actualizada» —es decir, que no sigue la tendencia de la serie con melodías estilo medieval—; sin embargo, algunos consideraron este aspecto como algo benéfico, calificándolo como «retro». Game Revolution mencionó que la banda sonora fue «buena para la N64, pero no tan grande en proporción al juego» y comentó que el cartucho necesitó de «tonos realizados con MIDI, que varían de lo razonable hasta lo terrible».
La revista virtual sobre videojuegos MeriStation consideró de igual manera que Ocarina of Time fue también el «best-seller de los videojuegos», pues de acuerdo a la crítica ningún otro juego ha alcanzado tanta «fama ni gloria» como lo ha hecho este título. A lo largo de su reseña se habla de que el juego posee un enorme despliegue gráfico, pues «rara vez te encontrarás con ralentizaciones o con desapariciones de polígonos» debido al procesamiento que posee la consola Nintendo 64. Sin embargo comentó que «Zelda no ha inventado nada en materia de gráficos. Pero ha llevado este apartado hacia la máxima expresión. Ahora podemos pensar que Zelda no es un juego. Zelda es arte»; respecto al sonido, la revista mencionó que «es tan variado este apartado que no te cansarás de escuchar los sonidos una y otra vez». En tanto que para los controles y la jugabilidad en sí, mencionó que si bien son sencillos de manipular, al principio pueden ser algo difíciles además de adaptarse a ellos; empero, también se argumentó que eran «simplemente originales» debido a que ningún otro juego había usado el mismo sistema de juego. Concluyendo, se habló asimismo que el juego en sí es «larguísimo», pues si Ocarina of Time ofrece una gran variedad de minijuegos, estos pueden entretener al jugador por un buen tiempo; «[...] Estarás tan sumergido [en el juego] que no se te quitará de la cabeza».
Con el paso del tiempo, múltiples juegos han obtenido puntuaciones similares a las que obtuvo Ocarina of Time; tal es el caso de Super Mario Galaxy y su secuela directa, Super Mario Galaxy 2, los cuales, de acuerdo a la estadística de GameRankings.com, ambos ostentan las plazas n.º 2 y n.º 3 de los mejores títulos de la Historia; También el juego de género sandbox Grand Theft Auto IV, y el juego de lucha Soulcalibur, lograron puntuaciones casi perfectas por parte de la crítica en general.

## Legado e impacto
Los revisores han elogiado muchos de los aspectos del juego, en particular el diseño de los niveles, la mecánica del sistema de juego y la banda sonora. Uno de los editores de GameSpot, Jeff Gerstmann, escribió que «Ocarina of Time es un juego que no puede ser descrito sin tomar en cuenta su perfección», mientras que IGN se refirió al juego como «el nuevo punto de partida para el entretenimiento interactivo», pues «es la base para los juegos del género de acción en RPG de los años venideros». Entre tanto, los editores de GameTrailers titularon al juego como una «oficina de patentes andante», debido a que el juego permitió «estandarizar muchas de las características actuales dentro de la industria». Tiempo después de que fuera publicado, Ocarina of Time apareció en múltiples listados de compilaciones, en donde se le adjudicaba el título de uno de los «mejores o más influyentes juegos [de toda la historia]», incluyendo las reseñas hechas por parte de Electronic Gaming Monthly, IGN, y Nintendo Power. En junio de 2009, el juego fue votado como el mejor título de todos los tiempos por parte de GameFAQs, mediante una encuesta realizada a los lectores del sitio. Ocarina of Time ha sido consecuentemente incluido en diversas listas realizadas por Edge, tituladas como «los 100 mejores juegos»: en la encuesta realizada por los editores de la revista durante enero de 2000, en una lista hecha mediante un sondeo por parte de los lectores y editores de la revista durante julio de 2007, y en la lista titulada como los «100 juegos que debes jugar hoy mismo», realizada en marzo de 2009. GameSpot realizó una lista en la que se incluían múltiples juegos que han sido elogiados a lo largo de los años; en dicha relación, se enumeran diversos videojuegos que han alcanzado aceptación por parte del público, así como por la industria, y se menciona la época en la que fue publicado cada uno, siguiendo un orden basado en la fecha de inclusión a la lista de cada juego.

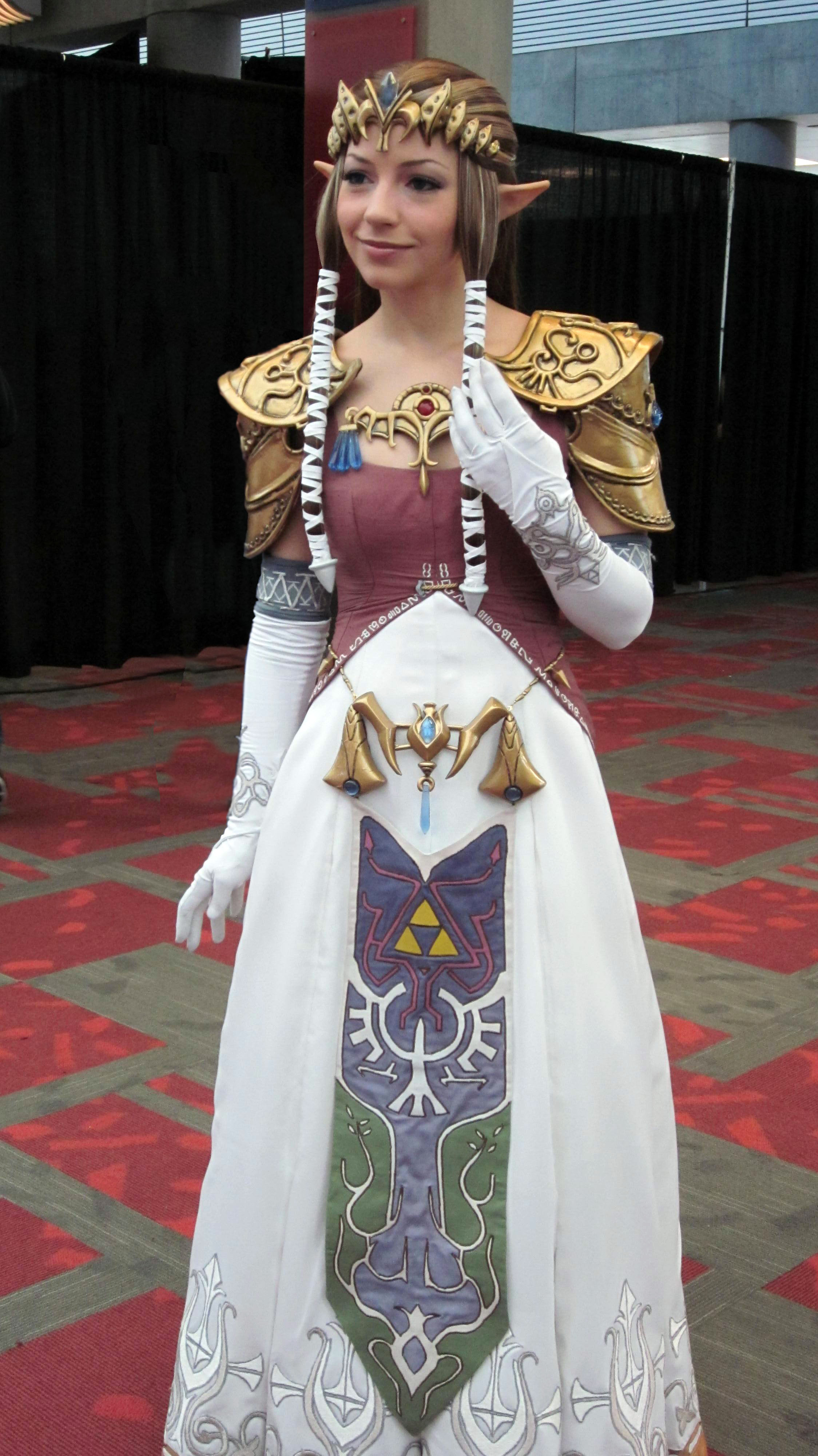
The Legend of Zelda: Ocarina of Time ha sido mencionado como el mejor videojuego de la historia, debido a su argumento, banda sonora e interactividades. A su vez, es el quinto título de la serie en salir a la venta, así como el primer juego de Zelda en otorgar gráficos en 3D; asimismo, fue lanzado para la consola Nintendo 64. En la imagen, una mujer vestida en cosplay para emular a la Princesa.

La recepción para las versiones Master Quest y la correspondiente a la Consola Virtual fue positiva en su mayoría; aunque algunos revisores sostenían que tanto el audio como los gráficos parecían estar modificados, otros comentaron que el juego había «envejecido» bien. Master Quest pasó a ser clasificado por Game Rankings como el 307.° título con mejores calificaciones jamás reseñado y como el 38.° juego mejor calificado en 2003, mientras que Metacritic lo posicionó como el 225.° título mejor calificado jamás reseñado. IGN mencionó en su reseña que «Ocarina of Time ha envejecido muy bien», y señaló respecto a los gráficos del juego que «a pesar de que las texturas y los patrones [gráficos] parecen estar un poco modificados, la maravillosa presentación visual del juego se ha mantenido estable a lo largo del paso del tiempo». Game Revolution mencionó que a pesar de que el juego ha «envejecido notoriamente a comparación a la enorme gama de nuevos y mejorados títulos de RPG [...] pero aún así, es un estupendo juego», pues lo calificó con una puntuación de 91 sobre 100. En GameSpot, calificaron a la versión para la Consola Virtual con un 8,9 sobre 10, pues escribieron que «después de nueve años, Ocarina of Time se ha mantenido sorprendentemente bien [al paso del tiempo], ya que [Ocarina] siempre ofrece una larga e increíble aventura». La revista Edge comentó en su edición especial de 2007 titulada como «Los 100 mejores juegos» que «[Ocarina of Time] se trata de un logro excepcional pues desde cuando salió a la venta en 1998, y después de casi una década (para ese entonces), todavía continúa siendo un punto de referencia tanto para sus contemporáneos como para los demás juegos venideros desarrollados en entornos gráficos en 3D en general... Por formar parte de una serie que por lo regular siempre ofrece aventuras de gran escala, Ocarina tal vez no sea el más bonito o incluso el más grande, pero sí sigue siendo el mejor de todos».
En 1998, Ocarina of Time ganó el Gran Premio dentro de la división de Artes Interactivas otorgado por el Japan Media Arts Festival. El juego también obtuvo seis galardones durante la 2.° entrega anual de los premios Interactive Achievement, dentro de las siguientes categorías: «Juego del año», «Logro excepcional por su diseño gráfico», «Logro destacado por su ingeniería sobre software», «Juego para consola del año», «Juego de aventuras del año» y «Juego de RPG del año». El título logró ostentar el segundo puesto dentro de la lista realizada por la Official Nintendo Magazine titulada como los «100 mejores juegos de Nintendo de todos los tiempos», siendo sólo superado por Super Mario Bros.. En el Libro Guinness de los Récords Mundiales, Ocarina of Time obtuvo la 5.° posición dentro del listado titulado como «Top 50 juegos de consola» durante 2009, en la que se consideran a los 50 juegos más importantes en la historia de la industria, así como la importancia que tuvieron respecto a sentar las bases de una serie o de un género en cualesquiera de los casos. En dicha reseña, el juego se encuentra en medio de juegos como Super Mario World o Halo: Combat Evolved. GameTrailers también realizó una lista, pero en ella se mencionan a los 10 mejores así como a los peores títulos de toda la historia (de acuerdo al criterio de los entrevistados), en la que además se comentaba el impacto de cada juego en un determinado género; Ocarina of Time alcanzó el puesto #1 de los mejores juegos de toda la Historia, y los comentaristas subrayaron que su «sistema de juego fue bastante innovador, ya que podías saltar, cabalgar, pelear y demás cosas... todo en un solo juego».
Pese a que la crítica anglosajona exaltó el gran impacto que Ocarina of Time había generado en la industria, la prensa hispanohablante no se hizo esperar, y comentó cuán importante fue la cuarta entrega de la saga de Zelda para la historia de los videojuegos; para expresar lo anterior, se hicieron reseñas basadas en los relanzamientos del mismo para la Consola Virtual de Wii así como su lanzamiento para consola portátil Nintendo 3DS. El sitio de LaFlecha.net comentó que el juego fue un excelente título de aventuras al momento de su lanzamiento original para la Nintendo 64, aunque el único defecto detectable del juego era que «en algún momento [el argumento] se termina»; ante ello, dijo a su vez, que los usuarios de la consola Wii podrían disfrutar de nueva cuenta el «mejor videojuego de toda la historia». El sitio web MeriStation comentó que el juego en sí no ha cambiado «en lo absoluto» con el paso de los años, por lo que cualquier jugador interesado podría fácilmente conocer la «asombrosa» historia de Ocarina of Time. Igualmente añadió que la pregunta «¿por qué debería descargar Ocarina of Time [para Wii]?» era absurda, pues según el sitio web, el título está «considerado por millones de usuarios, y por cientos de medios especializados como el mejor juego de la historia», y añadió finalmente que «títulos como este son los que le dan sentido a la palabra “must have” o a la calificación AAA». VidaExtra.com puntualizó que la nueva entrega para el Nintendo 3DS es «una buena opción para aquellos que desean volver a disfrutar de este título, pero ahora con una nueva razón a considerar: mejores gráficos».
MundoGamers.com ofreció una opinión más amplia, pues puntualizó que con el avance de la tecnología, el juego recibió mejores actualizaciones así como diseños y escenarios para su relanzamiento para la mencionada 3DS; en la reseña incluso se realizó una analogía del juego con la película de El padrino (1972), pues se comentó que «[si bien el título y la película] no son contemporáneos, tal vez estén desactualizados y sabes que quizás no vayan a gustarte, pero merecen la pena conocerlos, sólo por cultura». De igual manera, añadió que las capacidades que ofrece la nueva consola de Nintendo, le cae como «anillo al dedo» pues esto permitirá a los usuarios jugar de manera más dinámica y accesible a comparación de la versión para N64 y finalizó al hacer mención de que el juego en su versión actualizada podría incluir nuevas opciones de juego como personajes inéditos o minijuegos adicionales. Durante la Nochevieja de 2009, MeriStation volvió a comentar que el juego «exprimió a conciencia el potencial del N64» pues dijo que los entornos de Hyrule se veían como si tuvieran «personalidad propia». En lo relacionado al apartado audiovisual del juego, el sitio español comentó que el título fue «impresionante», pues a pesar de que Kondō se vio limitado por las capacidades técnicas que ofrecía el cartucho del título, logró componer 82 temas musicales lo suficientemente «deleitantes» como para que el juego se coordinara con el uso de la ocarina, pues dicho instrumento musical forma parte esencial de la mecánica del juego, además de ser un elemento argumental importante. Sobre esto dijo que «cada melodía [que se toca con la ocarina] es un mundo, tal y como sucede con los propios escenarios del juego». También, el sitio incluyó a Ocarina of Time dentro de una lista que tituló como los «Mejores finales de videojuegos»; en dicha lista el juego apareció como el 4.° mejor título con un final «emotivo».

## Adaptaciones a otros medios
A lo largo de la serie, se han realizado diversas adaptaciones sobre The Legend of Zelda. En lo que respecta a Ocarina of Time, el juego ha tenido diversas publicaciones tanto impresas como audiovisuales, que en la mayoría de los casos son producto de fanáticos de la serie; por ende, estas extensiones argumentales no son consideradas oficialmente como parte del canon de los juegos de Zelda, a pesar de que algunos se encuentren bajo la licencia de Nintendo.
Una adaptación literaria de Ocarina of Time, titulada como Pathways to Adventure fue publicada por la editorial Sybex Inc., durante el año de 1999 y fue escrita por el novelista Jason R. Rich. Este libro relata el argumento del juego, el cual fue extraído directamente del mismo, aunque posee también imágenes, fotografías y capturas del título. El texto en cuestión está destinado especialmente hacía un público infantil; sin embargo, la historia proporciona sugerencias sobre cómo derrotar a los jefes de los calabozos así como consejos sobre la resolución de los rompecabezas que ofrece Ocarina of Time. Esta publicación consta de un total de 106 páginas.

El videojuego ha dado lugar a la publicación de novelas, historietas, cómics e incluso películas: no obstante, gran parte de este material no es reconocido oficialmente por Nintendo como parte del canon de Zelda. En la imagen, el símbolo de la Trifuerza, uno de los elementos más representativos de la serie.

Una versión de estilo manga fue escrita e ilustrada por Akira Himekawa, y publicada en Japón en 1998 por la editorial Shogakukan, mientras que en Estados Unidos fue publicada por la editorial Vizkids, una dependencia de Viz Media. El argumento que sigue el manga está vagamente basada en la del videojuego, aunque este se encuentra dividido en dos partes, llamadas comúnmente como la «Child Saga» (こども編?) y la «Adult Saga» (おとな編?). Por ello, la obra completa se encuentra en dos volúmenes diferentes, de los cuales, el primero consta de 10 capítulos, en tanto que la segunda parte contiene 5 capítulos y 2 extra; de estos últimos, el primero se llama «Skull Kid and the Mask», el cual funge como un preludio para Majora's Mask mientras que el segundo recibe el título de «Rouro of the Watarara Tribe» el cual relata la historia de un niño con forma de pájaro que visita Hyrule una vez cada año. El primer tomo en su versión para la lengua inglesa de estas novelas visuales, salió a la venta el 7 de octubre de 2008, mientras que el 2 de diciembre del mismo año se publicó el segundo volumen, ambos en Estados Unidos.
También un cómic fue publicado únicamente para los suscriptores de la revista Club Nintendo de Alemania como una edición especial durante el año 1998. Dicha historieta funge como una precuela del juego, pues en ella se explica cómo murieron los padres de Link así como la razón por la que su madre lo dejó a cargo de la raza de los Kokiri con el Venerable Árbol Deku. El cómic fue publicado en el idioma alemán y después fue traducido al neerlandés. Las ilustraciones que componen a la revista fueron realizadas por la compañía Work House, que radica en la ciudad japonesa de Tokio. La historia se divide en dos secciones, una titulada «Hyrule Under Fire», en la que se relata la Guerra Civil de Hyrule, y la manera en que el padre de Link intenta detener a los detractores causantes de la revuelta interna dentro del reino así como la muerte que sufre al realizar dicha tarea; en tanto que la segunda parte se titula «Escape to the Kokiri», en ella se narra cómo es que la madre del pequeño héroe lo deja bajo los cuidados de la raza Kokiri; a su vez, la trama termina cuando Link despierta de la pesadilla que tuvo sobre el jinete y la princesa, es decir, al inicio del juego.
Asimismo, varios fanáticos del juego, se dieron a la tarea de realizar una versión fílmica del videojuego titulada The Hero of Time. El largometraje independiente de una duración aproximada de 2 horas, fue producida por la casa BMB Finishes, dirigida por Joel Musch y protagonizada por David Blane como Link. La película fue presentada en el teatro Plaza Atlanta el 6 de junio de 2009; sin embargo, el contrato que existía entre Nintendo y BMB Finishes expiró el 1 de enero de 2010, por lo que el permiso que permitía transmitir la película a través de diversos medios fue cancelado, y la distribución de la película cesó. El filme sigue el mismo argumento que Ocarina of Time, aunque presenta ciertas alteraciones respecto a la versión original.
Con motivo del lanzamiento de la nueva historia de Zelda y del 25.º aniversario de la serie, un vídeo dirigido por Grant Duffrin y producida por 3GI Industries titulado como «Link to the Future», fue difundido en internet en donde se intenta resumir la cronología de los juegos mediante una explicación realizada por fanáticos, además de que se menciona que Ocarina of Time es el punto de referencia de los títulos de Zelda así como también uno los más importantes. El vídeo resulta ser una parodia tanto del juego como de la película Back to the Future (1985) puesto que en él se dan alusiones tanto del título como del filme en cuanto al argumento y temáticas.

## Guías oficiales
Para Ocarina of Time se publicaron diversas guías oficiales para la versión original y versiones posteriores en los tres mercados clave desde finales de 1998, fecha en la que el videojuego fue lanzado, para que el jugador fuese capaz de orientarse en el juego y de esta manera resolver los acertijos que se presentan y atravesar las mazmorras de una manera más sencilla.
En Japón, la guía de estrategia oficial de Nintendo, titulada Toki no Ocarina - Nintendo Official Guidebook, fue publicada por la editorial Shōgakukan el 21 de noviembre de 1998. En Norteamérica, Nintendo of America publicó la guía de estrategia oficial en su tradicional serie de guías oficiales para el jugador de la revista Nintendo Power; esta consta de 129 páginas y fue publicada a finales del año de lanzamiento del videojuego. En España se publicó una guía que era una traducción de la guía oficial estadounidense de Nintendo Power y una guía de textos traducidos dedicado principalmente a aquellos hispanohablantes que no estaban familiarizados con el idioma inglés. Fue publicada y distribuida a finales de 1998 por Nintendo España, quien regalaba a todos los usuarios registrados del juego de Club Nintendo dicha guía, constando de 129 páginas. En lo que a los restantes países Europa se refiere la guía oficial fue distribuida por Nintendo Europa.